# Вилица (шахмат)
„Вилица“ е термин в шахмата, с който се обозначава ситуация, при която фигура на единия състезател заплашва едновременно две или повече противникови фигури. В зависимост от броя на заплашените противникови фигури казваме, че вилицата има два или повече „зъбци“ или „зъби“. Всяка шахматна фигура може да направи вилица, включително цар или пешка. Вилиците предприети с различните шахматни фигури имат своите особености:
- пешка – в сравнение с останалите шахматни фигури (с изключение на царя), пешката има по-малко възможности да направи вилица.[2] Въпреки че пешката не може да атакува едновременно повече от две фигури, тя е способна да направи вилица с три зъба. Това е ситуацията, когато пешката не само заплашва две фигури на противника, но създава опасност да бъде произведена в следващия ѝ ход.[1]
- кон – това е вероятно най-удобната и предпочитана фигура за направата на вилици. Заради специфичното си движение, конят може да атакува две или повече фигури, без да бъде атакуван в същото време.[3] В зависимост от ситуацията, конят може да направи вилица на до седем противникови фигури наведнъж.[1]
- офицер – най-често използвания модел за направата на вилица с тази фигура е, когато офицерът атакува противниковия цар в единия край на диагонала, а в другия край е разположена незащитена фигура.[4]

- царица – фигурата е удобна за направата на вилици, защото може да се движи в осем различни посоки. Заради високата ѝ стойност в шахматната игра, играчът трябва да бъде внимателен в нейната употреба за този вид атака. В повечето случаи, царицата е ефикасна единствено когато атакува незащитени фигури.[5]
- цар – теоретически е възможно, царят да направи вилица на противникови фигури, но е препоръчително да се избягва. Причината е, че това е най-важната фигура в шахматната игра и тя е заплашена от възможността да попадне под шах или дори мат.[2]

В част от шахматната литература, вилиците се разделят на два вида – „относителни“ (на английски: relative) и „безусловни“ (на английски: absolute). Относителни вилици наричаме тези от тях, в които са атакувани противникови фигури, но сред тези фигури не попада царя. При безусловните вилици, царят трябва задължително да бъде сред фигурите, попадащи под атаката. В тези случаи, царят трябва безусловно да бъде преместен, защото не може да остане в състояние на шах.

## Примери
|   | a | b | c | d | e | f | g | h |   |
| 8 | черен цар на бяло поле f7 · черен топ на бяло поле c6 · черен топ на бяло поле e6 · бяла пешка на бяло поле d5 · бяла пешка на черно поле g3 · бяла пешка на черно поле f2 · бял цар на бяло поле g2 | черен цар на бяло поле f7 · черен топ на бяло поле c6 · черен топ на бяло поле e6 · бяла пешка на бяло поле d5 · бяла пешка на черно поле g3 · бяла пешка на черно поле f2 · бял цар на бяло поле g2 | черен цар на бяло поле f7 · черен топ на бяло поле c6 · черен топ на бяло поле e6 · бяла пешка на бяло поле d5 · бяла пешка на черно поле g3 · бяла пешка на черно поле f2 · бял цар на бяло поле g2 | черен цар на бяло поле f7 · черен топ на бяло поле c6 · черен топ на бяло поле e6 · бяла пешка на бяло поле d5 · бяла пешка на черно поле g3 · бяла пешка на черно поле f2 · бял цар на бяло поле g2 | черен цар на бяло поле f7 · черен топ на бяло поле c6 · черен топ на бяло поле e6 · бяла пешка на бяло поле d5 · бяла пешка на черно поле g3 · бяла пешка на черно поле f2 · бял цар на бяло поле g2 | черен цар на бяло поле f7 · черен топ на бяло поле c6 · черен топ на бяло поле e6 · бяла пешка на бяло поле d5 · бяла пешка на черно поле g3 · бяла пешка на черно поле f2 · бял цар на бяло поле g2 | черен цар на бяло поле f7 · черен топ на бяло поле c6 · черен топ на бяло поле e6 · бяла пешка на бяло поле d5 · бяла пешка на черно поле g3 · бяла пешка на черно поле f2 · бял цар на бяло поле g2 | черен цар на бяло поле f7 · черен топ на бяло поле c6 · черен топ на бяло поле e6 · бяла пешка на бяло поле d5 · бяла пешка на черно поле g3 · бяла пешка на черно поле f2 · бял цар на бяло поле g2 | 8 |
| 7 | черен цар на бяло поле f7 · черен топ на бяло поле c6 · черен топ на бяло поле e6 · бяла пешка на бяло поле d5 · бяла пешка на черно поле g3 · бяла пешка на черно поле f2 · бял цар на бяло поле g2 | черен цар на бяло поле f7 · черен топ на бяло поле c6 · черен топ на бяло поле e6 · бяла пешка на бяло поле d5 · бяла пешка на черно поле g3 · бяла пешка на черно поле f2 · бял цар на бяло поле g2 | черен цар на бяло поле f7 · черен топ на бяло поле c6 · черен топ на бяло поле e6 · бяла пешка на бяло поле d5 · бяла пешка на черно поле g3 · бяла пешка на черно поле f2 · бял цар на бяло поле g2 | черен цар на бяло поле f7 · черен топ на бяло поле c6 · черен топ на бяло поле e6 · бяла пешка на бяло поле d5 · бяла пешка на черно поле g3 · бяла пешка на черно поле f2 · бял цар на бяло поле g2 | черен цар на бяло поле f7 · черен топ на бяло поле c6 · черен топ на бяло поле e6 · бяла пешка на бяло поле d5 · бяла пешка на черно поле g3 · бяла пешка на черно поле f2 · бял цар на бяло поле g2 | черен цар на бяло поле f7 · черен топ на бяло поле c6 · черен топ на бяло поле e6 · бяла пешка на бяло поле d5 · бяла пешка на черно поле g3 · бяла пешка на черно поле f2 · бял цар на бяло поле g2 | черен цар на бяло поле f7 · черен топ на бяло поле c6 · черен топ на бяло поле e6 · бяла пешка на бяло поле d5 · бяла пешка на черно поле g3 · бяла пешка на черно поле f2 · бял цар на бяло поле g2 | черен цар на бяло поле f7 · черен топ на бяло поле c6 · черен топ на бяло поле e6 · бяла пешка на бяло поле d5 · бяла пешка на черно поле g3 · бяла пешка на черно поле f2 · бял цар на бяло поле g2 | 7 |
| 6 | черен цар на бяло поле f7 · черен топ на бяло поле c6 · черен топ на бяло поле e6 · бяла пешка на бяло поле d5 · бяла пешка на черно поле g3 · бяла пешка на черно поле f2 · бял цар на бяло поле g2 | черен цар на бяло поле f7 · черен топ на бяло поле c6 · черен топ на бяло поле e6 · бяла пешка на бяло поле d5 · бяла пешка на черно поле g3 · бяла пешка на черно поле f2 · бял цар на бяло поле g2 | черен цар на бяло поле f7 · черен топ на бяло поле c6 · черен топ на бяло поле e6 · бяла пешка на бяло поле d5 · бяла пешка на черно поле g3 · бяла пешка на черно поле f2 · бял цар на бяло поле g2 | черен цар на бяло поле f7 · черен топ на бяло поле c6 · черен топ на бяло поле e6 · бяла пешка на бяло поле d5 · бяла пешка на черно поле g3 · бяла пешка на черно поле f2 · бял цар на бяло поле g2 | черен цар на бяло поле f7 · черен топ на бяло поле c6 · черен топ на бяло поле e6 · бяла пешка на бяло поле d5 · бяла пешка на черно поле g3 · бяла пешка на черно поле f2 · бял цар на бяло поле g2 | черен цар на бяло поле f7 · черен топ на бяло поле c6 · черен топ на бяло поле e6 · бяла пешка на бяло поле d5 · бяла пешка на черно поле g3 · бяла пешка на черно поле f2 · бял цар на бяло поле g2 | черен цар на бяло поле f7 · черен топ на бяло поле c6 · черен топ на бяло поле e6 · бяла пешка на бяло поле d5 · бяла пешка на черно поле g3 · бяла пешка на черно поле f2 · бял цар на бяло поле g2 | черен цар на бяло поле f7 · черен топ на бяло поле c6 · черен топ на бяло поле e6 · бяла пешка на бяло поле d5 · бяла пешка на черно поле g3 · бяла пешка на черно поле f2 · бял цар на бяло поле g2 | 6 |
| 5 | черен цар на бяло поле f7 · черен топ на бяло поле c6 · черен топ на бяло поле e6 · бяла пешка на бяло поле d5 · бяла пешка на черно поле g3 · бяла пешка на черно поле f2 · бял цар на бяло поле g2 | черен цар на бяло поле f7 · черен топ на бяло поле c6 · черен топ на бяло поле e6 · бяла пешка на бяло поле d5 · бяла пешка на черно поле g3 · бяла пешка на черно поле f2 · бял цар на бяло поле g2 | черен цар на бяло поле f7 · черен топ на бяло поле c6 · черен топ на бяло поле e6 · бяла пешка на бяло поле d5 · бяла пешка на черно поле g3 · бяла пешка на черно поле f2 · бял цар на бяло поле g2 | черен цар на бяло поле f7 · черен топ на бяло поле c6 · черен топ на бяло поле e6 · бяла пешка на бяло поле d5 · бяла пешка на черно поле g3 · бяла пешка на черно поле f2 · бял цар на бяло поле g2 | черен цар на бяло поле f7 · черен топ на бяло поле c6 · черен топ на бяло поле e6 · бяла пешка на бяло поле d5 · бяла пешка на черно поле g3 · бяла пешка на черно поле f2 · бял цар на бяло поле g2 | черен цар на бяло поле f7 · черен топ на бяло поле c6 · черен топ на бяло поле e6 · бяла пешка на бяло поле d5 · бяла пешка на черно поле g3 · бяла пешка на черно поле f2 · бял цар на бяло поле g2 | черен цар на бяло поле f7 · черен топ на бяло поле c6 · черен топ на бяло поле e6 · бяла пешка на бяло поле d5 · бяла пешка на черно поле g3 · бяла пешка на черно поле f2 · бял цар на бяло поле g2 | черен цар на бяло поле f7 · черен топ на бяло поле c6 · черен топ на бяло поле e6 · бяла пешка на бяло поле d5 · бяла пешка на черно поле g3 · бяла пешка на черно поле f2 · бял цар на бяло поле g2 | 5 |
| 4 | черен цар на бяло поле f7 · черен топ на бяло поле c6 · черен топ на бяло поле e6 · бяла пешка на бяло поле d5 · бяла пешка на черно поле g3 · бяла пешка на черно поле f2 · бял цар на бяло поле g2 | черен цар на бяло поле f7 · черен топ на бяло поле c6 · черен топ на бяло поле e6 · бяла пешка на бяло поле d5 · бяла пешка на черно поле g3 · бяла пешка на черно поле f2 · бял цар на бяло поле g2 | черен цар на бяло поле f7 · черен топ на бяло поле c6 · черен топ на бяло поле e6 · бяла пешка на бяло поле d5 · бяла пешка на черно поле g3 · бяла пешка на черно поле f2 · бял цар на бяло поле g2 | черен цар на бяло поле f7 · черен топ на бяло поле c6 · черен топ на бяло поле e6 · бяла пешка на бяло поле d5 · бяла пешка на черно поле g3 · бяла пешка на черно поле f2 · бял цар на бяло поле g2 | черен цар на бяло поле f7 · черен топ на бяло поле c6 · черен топ на бяло поле e6 · бяла пешка на бяло поле d5 · бяла пешка на черно поле g3 · бяла пешка на черно поле f2 · бял цар на бяло поле g2 | черен цар на бяло поле f7 · черен топ на бяло поле c6 · черен топ на бяло поле e6 · бяла пешка на бяло поле d5 · бяла пешка на черно поле g3 · бяла пешка на черно поле f2 · бял цар на бяло поле g2 | черен цар на бяло поле f7 · черен топ на бяло поле c6 · черен топ на бяло поле e6 · бяла пешка на бяло поле d5 · бяла пешка на черно поле g3 · бяла пешка на черно поле f2 · бял цар на бяло поле g2 | черен цар на бяло поле f7 · черен топ на бяло поле c6 · черен топ на бяло поле e6 · бяла пешка на бяло поле d5 · бяла пешка на черно поле g3 · бяла пешка на черно поле f2 · бял цар на бяло поле g2 | 4 |
| 3 | черен цар на бяло поле f7 · черен топ на бяло поле c6 · черен топ на бяло поле e6 · бяла пешка на бяло поле d5 · бяла пешка на черно поле g3 · бяла пешка на черно поле f2 · бял цар на бяло поле g2 | черен цар на бяло поле f7 · черен топ на бяло поле c6 · черен топ на бяло поле e6 · бяла пешка на бяло поле d5 · бяла пешка на черно поле g3 · бяла пешка на черно поле f2 · бял цар на бяло поле g2 | черен цар на бяло поле f7 · черен топ на бяло поле c6 · черен топ на бяло поле e6 · бяла пешка на бяло поле d5 · бяла пешка на черно поле g3 · бяла пешка на черно поле f2 · бял цар на бяло поле g2 | черен цар на бяло поле f7 · черен топ на бяло поле c6 · черен топ на бяло поле e6 · бяла пешка на бяло поле d5 · бяла пешка на черно поле g3 · бяла пешка на черно поле f2 · бял цар на бяло поле g2 | черен цар на бяло поле f7 · черен топ на бяло поле c6 · черен топ на бяло поле e6 · бяла пешка на бяло поле d5 · бяла пешка на черно поле g3 · бяла пешка на черно поле f2 · бял цар на бяло поле g2 | черен цар на бяло поле f7 · черен топ на бяло поле c6 · черен топ на бяло поле e6 · бяла пешка на бяло поле d5 · бяла пешка на черно поле g3 · бяла пешка на черно поле f2 · бял цар на бяло поле g2 | черен цар на бяло поле f7 · черен топ на бяло поле c6 · черен топ на бяло поле e6 · бяла пешка на бяло поле d5 · бяла пешка на черно поле g3 · бяла пешка на черно поле f2 · бял цар на бяло поле g2 | черен цар на бяло поле f7 · черен топ на бяло поле c6 · черен топ на бяло поле e6 · бяла пешка на бяло поле d5 · бяла пешка на черно поле g3 · бяла пешка на черно поле f2 · бял цар на бяло поле g2 | 3 |
| 2 | черен цар на бяло поле f7 · черен топ на бяло поле c6 · черен топ на бяло поле e6 · бяла пешка на бяло поле d5 · бяла пешка на черно поле g3 · бяла пешка на черно поле f2 · бял цар на бяло поле g2 | черен цар на бяло поле f7 · черен топ на бяло поле c6 · черен топ на бяло поле e6 · бяла пешка на бяло поле d5 · бяла пешка на черно поле g3 · бяла пешка на черно поле f2 · бял цар на бяло поле g2 | черен цар на бяло поле f7 · черен топ на бяло поле c6 · черен топ на бяло поле e6 · бяла пешка на бяло поле d5 · бяла пешка на черно поле g3 · бяла пешка на черно поле f2 · бял цар на бяло поле g2 | черен цар на бяло поле f7 · черен топ на бяло поле c6 · черен топ на бяло поле e6 · бяла пешка на бяло поле d5 · бяла пешка на черно поле g3 · бяла пешка на черно поле f2 · бял цар на бяло поле g2 | черен цар на бяло поле f7 · черен топ на бяло поле c6 · черен топ на бяло поле e6 · бяла пешка на бяло поле d5 · бяла пешка на черно поле g3 · бяла пешка на черно поле f2 · бял цар на бяло поле g2 | черен цар на бяло поле f7 · черен топ на бяло поле c6 · черен топ на бяло поле e6 · бяла пешка на бяло поле d5 · бяла пешка на черно поле g3 · бяла пешка на черно поле f2 · бял цар на бяло поле g2 | черен цар на бяло поле f7 · черен топ на бяло поле c6 · черен топ на бяло поле e6 · бяла пешка на бяло поле d5 · бяла пешка на черно поле g3 · бяла пешка на черно поле f2 · бял цар на бяло поле g2 | черен цар на бяло поле f7 · черен топ на бяло поле c6 · черен топ на бяло поле e6 · бяла пешка на бяло поле d5 · бяла пешка на черно поле g3 · бяла пешка на черно поле f2 · бял цар на бяло поле g2 | 2 |
| 1 | черен цар на бяло поле f7 · черен топ на бяло поле c6 · черен топ на бяло поле e6 · бяла пешка на бяло поле d5 · бяла пешка на черно поле g3 · бяла пешка на черно поле f2 · бял цар на бяло поле g2 | черен цар на бяло поле f7 · черен топ на бяло поле c6 · черен топ на бяло поле e6 · бяла пешка на бяло поле d5 · бяла пешка на черно поле g3 · бяла пешка на черно поле f2 · бял цар на бяло поле g2 | черен цар на бяло поле f7 · черен топ на бяло поле c6 · черен топ на бяло поле e6 · бяла пешка на бяло поле d5 · бяла пешка на черно поле g3 · бяла пешка на черно поле f2 · бял цар на бяло поле g2 | черен цар на бяло поле f7 · черен топ на бяло поле c6 · черен топ на бяло поле e6 · бяла пешка на бяло поле d5 · бяла пешка на черно поле g3 · бяла пешка на черно поле f2 · бял цар на бяло поле g2 | черен цар на бяло поле f7 · черен топ на бяло поле c6 · черен топ на бяло поле e6 · бяла пешка на бяло поле d5 · бяла пешка на черно поле g3 · бяла пешка на черно поле f2 · бял цар на бяло поле g2 | черен цар на бяло поле f7 · черен топ на бяло поле c6 · черен топ на бяло поле e6 · бяла пешка на бяло поле d5 · бяла пешка на черно поле g3 · бяла пешка на черно поле f2 · бял цар на бяло поле g2 | черен цар на бяло поле f7 · черен топ на бяло поле c6 · черен топ на бяло поле e6 · бяла пешка на бяло поле d5 · бяла пешка на черно поле g3 · бяла пешка на черно поле f2 · бял цар на бяло поле g2 | черен цар на бяло поле f7 · черен топ на бяло поле c6 · черен топ на бяло поле e6 · бяла пешка на бяло поле d5 · бяла пешка на черно поле g3 · бяла пешка на черно поле f2 · бял цар на бяло поле g2 | 1 |
|   | a | b | c | d | e | f | g | h |   |

|   | a | b | c | d | e | f | g | h |   |
| 8 | черен цар на бяло поле g8 · черен топ на черно поле c7 · черна дама на черно поле g7 · бял кон на бяло поле e6 · бяла дама на бяло поле a4 · бяла пешка на черно поле g3 · бяла пешка на черно поле f2 · бял цар на бяло поле g2 | черен цар на бяло поле g8 · черен топ на черно поле c7 · черна дама на черно поле g7 · бял кон на бяло поле e6 · бяла дама на бяло поле a4 · бяла пешка на черно поле g3 · бяла пешка на черно поле f2 · бял цар на бяло поле g2 | черен цар на бяло поле g8 · черен топ на черно поле c7 · черна дама на черно поле g7 · бял кон на бяло поле e6 · бяла дама на бяло поле a4 · бяла пешка на черно поле g3 · бяла пешка на черно поле f2 · бял цар на бяло поле g2 | черен цар на бяло поле g8 · черен топ на черно поле c7 · черна дама на черно поле g7 · бял кон на бяло поле e6 · бяла дама на бяло поле a4 · бяла пешка на черно поле g3 · бяла пешка на черно поле f2 · бял цар на бяло поле g2 | черен цар на бяло поле g8 · черен топ на черно поле c7 · черна дама на черно поле g7 · бял кон на бяло поле e6 · бяла дама на бяло поле a4 · бяла пешка на черно поле g3 · бяла пешка на черно поле f2 · бял цар на бяло поле g2 | черен цар на бяло поле g8 · черен топ на черно поле c7 · черна дама на черно поле g7 · бял кон на бяло поле e6 · бяла дама на бяло поле a4 · бяла пешка на черно поле g3 · бяла пешка на черно поле f2 · бял цар на бяло поле g2 | черен цар на бяло поле g8 · черен топ на черно поле c7 · черна дама на черно поле g7 · бял кон на бяло поле e6 · бяла дама на бяло поле a4 · бяла пешка на черно поле g3 · бяла пешка на черно поле f2 · бял цар на бяло поле g2 | черен цар на бяло поле g8 · черен топ на черно поле c7 · черна дама на черно поле g7 · бял кон на бяло поле e6 · бяла дама на бяло поле a4 · бяла пешка на черно поле g3 · бяла пешка на черно поле f2 · бял цар на бяло поле g2 | 8 |
| 7 | черен цар на бяло поле g8 · черен топ на черно поле c7 · черна дама на черно поле g7 · бял кон на бяло поле e6 · бяла дама на бяло поле a4 · бяла пешка на черно поле g3 · бяла пешка на черно поле f2 · бял цар на бяло поле g2 | черен цар на бяло поле g8 · черен топ на черно поле c7 · черна дама на черно поле g7 · бял кон на бяло поле e6 · бяла дама на бяло поле a4 · бяла пешка на черно поле g3 · бяла пешка на черно поле f2 · бял цар на бяло поле g2 | черен цар на бяло поле g8 · черен топ на черно поле c7 · черна дама на черно поле g7 · бял кон на бяло поле e6 · бяла дама на бяло поле a4 · бяла пешка на черно поле g3 · бяла пешка на черно поле f2 · бял цар на бяло поле g2 | черен цар на бяло поле g8 · черен топ на черно поле c7 · черна дама на черно поле g7 · бял кон на бяло поле e6 · бяла дама на бяло поле a4 · бяла пешка на черно поле g3 · бяла пешка на черно поле f2 · бял цар на бяло поле g2 | черен цар на бяло поле g8 · черен топ на черно поле c7 · черна дама на черно поле g7 · бял кон на бяло поле e6 · бяла дама на бяло поле a4 · бяла пешка на черно поле g3 · бяла пешка на черно поле f2 · бял цар на бяло поле g2 | черен цар на бяло поле g8 · черен топ на черно поле c7 · черна дама на черно поле g7 · бял кон на бяло поле e6 · бяла дама на бяло поле a4 · бяла пешка на черно поле g3 · бяла пешка на черно поле f2 · бял цар на бяло поле g2 | черен цар на бяло поле g8 · черен топ на черно поле c7 · черна дама на черно поле g7 · бял кон на бяло поле e6 · бяла дама на бяло поле a4 · бяла пешка на черно поле g3 · бяла пешка на черно поле f2 · бял цар на бяло поле g2 | черен цар на бяло поле g8 · черен топ на черно поле c7 · черна дама на черно поле g7 · бял кон на бяло поле e6 · бяла дама на бяло поле a4 · бяла пешка на черно поле g3 · бяла пешка на черно поле f2 · бял цар на бяло поле g2 | 7 |
| 6 | черен цар на бяло поле g8 · черен топ на черно поле c7 · черна дама на черно поле g7 · бял кон на бяло поле e6 · бяла дама на бяло поле a4 · бяла пешка на черно поле g3 · бяла пешка на черно поле f2 · бял цар на бяло поле g2 | черен цар на бяло поле g8 · черен топ на черно поле c7 · черна дама на черно поле g7 · бял кон на бяло поле e6 · бяла дама на бяло поле a4 · бяла пешка на черно поле g3 · бяла пешка на черно поле f2 · бял цар на бяло поле g2 | черен цар на бяло поле g8 · черен топ на черно поле c7 · черна дама на черно поле g7 · бял кон на бяло поле e6 · бяла дама на бяло поле a4 · бяла пешка на черно поле g3 · бяла пешка на черно поле f2 · бял цар на бяло поле g2 | черен цар на бяло поле g8 · черен топ на черно поле c7 · черна дама на черно поле g7 · бял кон на бяло поле e6 · бяла дама на бяло поле a4 · бяла пешка на черно поле g3 · бяла пешка на черно поле f2 · бял цар на бяло поле g2 | черен цар на бяло поле g8 · черен топ на черно поле c7 · черна дама на черно поле g7 · бял кон на бяло поле e6 · бяла дама на бяло поле a4 · бяла пешка на черно поле g3 · бяла пешка на черно поле f2 · бял цар на бяло поле g2 | черен цар на бяло поле g8 · черен топ на черно поле c7 · черна дама на черно поле g7 · бял кон на бяло поле e6 · бяла дама на бяло поле a4 · бяла пешка на черно поле g3 · бяла пешка на черно поле f2 · бял цар на бяло поле g2 | черен цар на бяло поле g8 · черен топ на черно поле c7 · черна дама на черно поле g7 · бял кон на бяло поле e6 · бяла дама на бяло поле a4 · бяла пешка на черно поле g3 · бяла пешка на черно поле f2 · бял цар на бяло поле g2 | черен цар на бяло поле g8 · черен топ на черно поле c7 · черна дама на черно поле g7 · бял кон на бяло поле e6 · бяла дама на бяло поле a4 · бяла пешка на черно поле g3 · бяла пешка на черно поле f2 · бял цар на бяло поле g2 | 6 |
| 5 | черен цар на бяло поле g8 · черен топ на черно поле c7 · черна дама на черно поле g7 · бял кон на бяло поле e6 · бяла дама на бяло поле a4 · бяла пешка на черно поле g3 · бяла пешка на черно поле f2 · бял цар на бяло поле g2 | черен цар на бяло поле g8 · черен топ на черно поле c7 · черна дама на черно поле g7 · бял кон на бяло поле e6 · бяла дама на бяло поле a4 · бяла пешка на черно поле g3 · бяла пешка на черно поле f2 · бял цар на бяло поле g2 | черен цар на бяло поле g8 · черен топ на черно поле c7 · черна дама на черно поле g7 · бял кон на бяло поле e6 · бяла дама на бяло поле a4 · бяла пешка на черно поле g3 · бяла пешка на черно поле f2 · бял цар на бяло поле g2 | черен цар на бяло поле g8 · черен топ на черно поле c7 · черна дама на черно поле g7 · бял кон на бяло поле e6 · бяла дама на бяло поле a4 · бяла пешка на черно поле g3 · бяла пешка на черно поле f2 · бял цар на бяло поле g2 | черен цар на бяло поле g8 · черен топ на черно поле c7 · черна дама на черно поле g7 · бял кон на бяло поле e6 · бяла дама на бяло поле a4 · бяла пешка на черно поле g3 · бяла пешка на черно поле f2 · бял цар на бяло поле g2 | черен цар на бяло поле g8 · черен топ на черно поле c7 · черна дама на черно поле g7 · бял кон на бяло поле e6 · бяла дама на бяло поле a4 · бяла пешка на черно поле g3 · бяла пешка на черно поле f2 · бял цар на бяло поле g2 | черен цар на бяло поле g8 · черен топ на черно поле c7 · черна дама на черно поле g7 · бял кон на бяло поле e6 · бяла дама на бяло поле a4 · бяла пешка на черно поле g3 · бяла пешка на черно поле f2 · бял цар на бяло поле g2 | черен цар на бяло поле g8 · черен топ на черно поле c7 · черна дама на черно поле g7 · бял кон на бяло поле e6 · бяла дама на бяло поле a4 · бяла пешка на черно поле g3 · бяла пешка на черно поле f2 · бял цар на бяло поле g2 | 5 |
| 4 | черен цар на бяло поле g8 · черен топ на черно поле c7 · черна дама на черно поле g7 · бял кон на бяло поле e6 · бяла дама на бяло поле a4 · бяла пешка на черно поле g3 · бяла пешка на черно поле f2 · бял цар на бяло поле g2 | черен цар на бяло поле g8 · черен топ на черно поле c7 · черна дама на черно поле g7 · бял кон на бяло поле e6 · бяла дама на бяло поле a4 · бяла пешка на черно поле g3 · бяла пешка на черно поле f2 · бял цар на бяло поле g2 | черен цар на бяло поле g8 · черен топ на черно поле c7 · черна дама на черно поле g7 · бял кон на бяло поле e6 · бяла дама на бяло поле a4 · бяла пешка на черно поле g3 · бяла пешка на черно поле f2 · бял цар на бяло поле g2 | черен цар на бяло поле g8 · черен топ на черно поле c7 · черна дама на черно поле g7 · бял кон на бяло поле e6 · бяла дама на бяло поле a4 · бяла пешка на черно поле g3 · бяла пешка на черно поле f2 · бял цар на бяло поле g2 | черен цар на бяло поле g8 · черен топ на черно поле c7 · черна дама на черно поле g7 · бял кон на бяло поле e6 · бяла дама на бяло поле a4 · бяла пешка на черно поле g3 · бяла пешка на черно поле f2 · бял цар на бяло поле g2 | черен цар на бяло поле g8 · черен топ на черно поле c7 · черна дама на черно поле g7 · бял кон на бяло поле e6 · бяла дама на бяло поле a4 · бяла пешка на черно поле g3 · бяла пешка на черно поле f2 · бял цар на бяло поле g2 | черен цар на бяло поле g8 · черен топ на черно поле c7 · черна дама на черно поле g7 · бял кон на бяло поле e6 · бяла дама на бяло поле a4 · бяла пешка на черно поле g3 · бяла пешка на черно поле f2 · бял цар на бяло поле g2 | черен цар на бяло поле g8 · черен топ на черно поле c7 · черна дама на черно поле g7 · бял кон на бяло поле e6 · бяла дама на бяло поле a4 · бяла пешка на черно поле g3 · бяла пешка на черно поле f2 · бял цар на бяло поле g2 | 4 |
| 3 | черен цар на бяло поле g8 · черен топ на черно поле c7 · черна дама на черно поле g7 · бял кон на бяло поле e6 · бяла дама на бяло поле a4 · бяла пешка на черно поле g3 · бяла пешка на черно поле f2 · бял цар на бяло поле g2 | черен цар на бяло поле g8 · черен топ на черно поле c7 · черна дама на черно поле g7 · бял кон на бяло поле e6 · бяла дама на бяло поле a4 · бяла пешка на черно поле g3 · бяла пешка на черно поле f2 · бял цар на бяло поле g2 | черен цар на бяло поле g8 · черен топ на черно поле c7 · черна дама на черно поле g7 · бял кон на бяло поле e6 · бяла дама на бяло поле a4 · бяла пешка на черно поле g3 · бяла пешка на черно поле f2 · бял цар на бяло поле g2 | черен цар на бяло поле g8 · черен топ на черно поле c7 · черна дама на черно поле g7 · бял кон на бяло поле e6 · бяла дама на бяло поле a4 · бяла пешка на черно поле g3 · бяла пешка на черно поле f2 · бял цар на бяло поле g2 | черен цар на бяло поле g8 · черен топ на черно поле c7 · черна дама на черно поле g7 · бял кон на бяло поле e6 · бяла дама на бяло поле a4 · бяла пешка на черно поле g3 · бяла пешка на черно поле f2 · бял цар на бяло поле g2 | черен цар на бяло поле g8 · черен топ на черно поле c7 · черна дама на черно поле g7 · бял кон на бяло поле e6 · бяла дама на бяло поле a4 · бяла пешка на черно поле g3 · бяла пешка на черно поле f2 · бял цар на бяло поле g2 | черен цар на бяло поле g8 · черен топ на черно поле c7 · черна дама на черно поле g7 · бял кон на бяло поле e6 · бяла дама на бяло поле a4 · бяла пешка на черно поле g3 · бяла пешка на черно поле f2 · бял цар на бяло поле g2 | черен цар на бяло поле g8 · черен топ на черно поле c7 · черна дама на черно поле g7 · бял кон на бяло поле e6 · бяла дама на бяло поле a4 · бяла пешка на черно поле g3 · бяла пешка на черно поле f2 · бял цар на бяло поле g2 | 3 |
| 2 | черен цар на бяло поле g8 · черен топ на черно поле c7 · черна дама на черно поле g7 · бял кон на бяло поле e6 · бяла дама на бяло поле a4 · бяла пешка на черно поле g3 · бяла пешка на черно поле f2 · бял цар на бяло поле g2 | черен цар на бяло поле g8 · черен топ на черно поле c7 · черна дама на черно поле g7 · бял кон на бяло поле e6 · бяла дама на бяло поле a4 · бяла пешка на черно поле g3 · бяла пешка на черно поле f2 · бял цар на бяло поле g2 | черен цар на бяло поле g8 · черен топ на черно поле c7 · черна дама на черно поле g7 · бял кон на бяло поле e6 · бяла дама на бяло поле a4 · бяла пешка на черно поле g3 · бяла пешка на черно поле f2 · бял цар на бяло поле g2 | черен цар на бяло поле g8 · черен топ на черно поле c7 · черна дама на черно поле g7 · бял кон на бяло поле e6 · бяла дама на бяло поле a4 · бяла пешка на черно поле g3 · бяла пешка на черно поле f2 · бял цар на бяло поле g2 | черен цар на бяло поле g8 · черен топ на черно поле c7 · черна дама на черно поле g7 · бял кон на бяло поле e6 · бяла дама на бяло поле a4 · бяла пешка на черно поле g3 · бяла пешка на черно поле f2 · бял цар на бяло поле g2 | черен цар на бяло поле g8 · черен топ на черно поле c7 · черна дама на черно поле g7 · бял кон на бяло поле e6 · бяла дама на бяло поле a4 · бяла пешка на черно поле g3 · бяла пешка на черно поле f2 · бял цар на бяло поле g2 | черен цар на бяло поле g8 · черен топ на черно поле c7 · черна дама на черно поле g7 · бял кон на бяло поле e6 · бяла дама на бяло поле a4 · бяла пешка на черно поле g3 · бяла пешка на черно поле f2 · бял цар на бяло поле g2 | черен цар на бяло поле g8 · черен топ на черно поле c7 · черна дама на черно поле g7 · бял кон на бяло поле e6 · бяла дама на бяло поле a4 · бяла пешка на черно поле g3 · бяла пешка на черно поле f2 · бял цар на бяло поле g2 | 2 |
| 1 | черен цар на бяло поле g8 · черен топ на черно поле c7 · черна дама на черно поле g7 · бял кон на бяло поле e6 · бяла дама на бяло поле a4 · бяла пешка на черно поле g3 · бяла пешка на черно поле f2 · бял цар на бяло поле g2 | черен цар на бяло поле g8 · черен топ на черно поле c7 · черна дама на черно поле g7 · бял кон на бяло поле e6 · бяла дама на бяло поле a4 · бяла пешка на черно поле g3 · бяла пешка на черно поле f2 · бял цар на бяло поле g2 | черен цар на бяло поле g8 · черен топ на черно поле c7 · черна дама на черно поле g7 · бял кон на бяло поле e6 · бяла дама на бяло поле a4 · бяла пешка на черно поле g3 · бяла пешка на черно поле f2 · бял цар на бяло поле g2 | черен цар на бяло поле g8 · черен топ на черно поле c7 · черна дама на черно поле g7 · бял кон на бяло поле e6 · бяла дама на бяло поле a4 · бяла пешка на черно поле g3 · бяла пешка на черно поле f2 · бял цар на бяло поле g2 | черен цар на бяло поле g8 · черен топ на черно поле c7 · черна дама на черно поле g7 · бял кон на бяло поле e6 · бяла дама на бяло поле a4 · бяла пешка на черно поле g3 · бяла пешка на черно поле f2 · бял цар на бяло поле g2 | черен цар на бяло поле g8 · черен топ на черно поле c7 · черна дама на черно поле g7 · бял кон на бяло поле e6 · бяла дама на бяло поле a4 · бяла пешка на черно поле g3 · бяла пешка на черно поле f2 · бял цар на бяло поле g2 | черен цар на бяло поле g8 · черен топ на черно поле c7 · черна дама на черно поле g7 · бял кон на бяло поле e6 · бяла дама на бяло поле a4 · бяла пешка на черно поле g3 · бяла пешка на черно поле f2 · бял цар на бяло поле g2 | черен цар на бяло поле g8 · черен топ на черно поле c7 · черна дама на черно поле g7 · бял кон на бяло поле e6 · бяла дама на бяло поле a4 · бяла пешка на черно поле g3 · бяла пешка на черно поле f2 · бял цар на бяло поле g2 | 1 |
|   | a | b | c | d | e | f | g | h |   |

|   | a | b | c | d | e | f | g | h |   |
| 8 | черен топ на бяло поле e8 · черен цар на бяло поле g8 · черна пешка на черно поле a7 · черна пешка на бяло поле f7 · черна пешка на черно поле g7 · черна пешка на бяло поле h7 · черна пешка на черно поле b6 · бял офицер на бяло поле c6 · черен кон на бяло поле a4 · бяла пешка на черно поле g3 · бяла пешка на бяло поле a2 · бяла пешка на черно поле b2 · бяла пешка на черно поле f2 · бяла пешка на черно поле h2 · бял топ на бяло поле f1 · бял цар на черно поле g1 | черен топ на бяло поле e8 · черен цар на бяло поле g8 · черна пешка на черно поле a7 · черна пешка на бяло поле f7 · черна пешка на черно поле g7 · черна пешка на бяло поле h7 · черна пешка на черно поле b6 · бял офицер на бяло поле c6 · черен кон на бяло поле a4 · бяла пешка на черно поле g3 · бяла пешка на бяло поле a2 · бяла пешка на черно поле b2 · бяла пешка на черно поле f2 · бяла пешка на черно поле h2 · бял топ на бяло поле f1 · бял цар на черно поле g1 | черен топ на бяло поле e8 · черен цар на бяло поле g8 · черна пешка на черно поле a7 · черна пешка на бяло поле f7 · черна пешка на черно поле g7 · черна пешка на бяло поле h7 · черна пешка на черно поле b6 · бял офицер на бяло поле c6 · черен кон на бяло поле a4 · бяла пешка на черно поле g3 · бяла пешка на бяло поле a2 · бяла пешка на черно поле b2 · бяла пешка на черно поле f2 · бяла пешка на черно поле h2 · бял топ на бяло поле f1 · бял цар на черно поле g1 | черен топ на бяло поле e8 · черен цар на бяло поле g8 · черна пешка на черно поле a7 · черна пешка на бяло поле f7 · черна пешка на черно поле g7 · черна пешка на бяло поле h7 · черна пешка на черно поле b6 · бял офицер на бяло поле c6 · черен кон на бяло поле a4 · бяла пешка на черно поле g3 · бяла пешка на бяло поле a2 · бяла пешка на черно поле b2 · бяла пешка на черно поле f2 · бяла пешка на черно поле h2 · бял топ на бяло поле f1 · бял цар на черно поле g1 | черен топ на бяло поле e8 · черен цар на бяло поле g8 · черна пешка на черно поле a7 · черна пешка на бяло поле f7 · черна пешка на черно поле g7 · черна пешка на бяло поле h7 · черна пешка на черно поле b6 · бял офицер на бяло поле c6 · черен кон на бяло поле a4 · бяла пешка на черно поле g3 · бяла пешка на бяло поле a2 · бяла пешка на черно поле b2 · бяла пешка на черно поле f2 · бяла пешка на черно поле h2 · бял топ на бяло поле f1 · бял цар на черно поле g1 | черен топ на бяло поле e8 · черен цар на бяло поле g8 · черна пешка на черно поле a7 · черна пешка на бяло поле f7 · черна пешка на черно поле g7 · черна пешка на бяло поле h7 · черна пешка на черно поле b6 · бял офицер на бяло поле c6 · черен кон на бяло поле a4 · бяла пешка на черно поле g3 · бяла пешка на бяло поле a2 · бяла пешка на черно поле b2 · бяла пешка на черно поле f2 · бяла пешка на черно поле h2 · бял топ на бяло поле f1 · бял цар на черно поле g1 | черен топ на бяло поле e8 · черен цар на бяло поле g8 · черна пешка на черно поле a7 · черна пешка на бяло поле f7 · черна пешка на черно поле g7 · черна пешка на бяло поле h7 · черна пешка на черно поле b6 · бял офицер на бяло поле c6 · черен кон на бяло поле a4 · бяла пешка на черно поле g3 · бяла пешка на бяло поле a2 · бяла пешка на черно поле b2 · бяла пешка на черно поле f2 · бяла пешка на черно поле h2 · бял топ на бяло поле f1 · бял цар на черно поле g1 | черен топ на бяло поле e8 · черен цар на бяло поле g8 · черна пешка на черно поле a7 · черна пешка на бяло поле f7 · черна пешка на черно поле g7 · черна пешка на бяло поле h7 · черна пешка на черно поле b6 · бял офицер на бяло поле c6 · черен кон на бяло поле a4 · бяла пешка на черно поле g3 · бяла пешка на бяло поле a2 · бяла пешка на черно поле b2 · бяла пешка на черно поле f2 · бяла пешка на черно поле h2 · бял топ на бяло поле f1 · бял цар на черно поле g1 | 8 |
| 7 | черен топ на бяло поле e8 · черен цар на бяло поле g8 · черна пешка на черно поле a7 · черна пешка на бяло поле f7 · черна пешка на черно поле g7 · черна пешка на бяло поле h7 · черна пешка на черно поле b6 · бял офицер на бяло поле c6 · черен кон на бяло поле a4 · бяла пешка на черно поле g3 · бяла пешка на бяло поле a2 · бяла пешка на черно поле b2 · бяла пешка на черно поле f2 · бяла пешка на черно поле h2 · бял топ на бяло поле f1 · бял цар на черно поле g1 | черен топ на бяло поле e8 · черен цар на бяло поле g8 · черна пешка на черно поле a7 · черна пешка на бяло поле f7 · черна пешка на черно поле g7 · черна пешка на бяло поле h7 · черна пешка на черно поле b6 · бял офицер на бяло поле c6 · черен кон на бяло поле a4 · бяла пешка на черно поле g3 · бяла пешка на бяло поле a2 · бяла пешка на черно поле b2 · бяла пешка на черно поле f2 · бяла пешка на черно поле h2 · бял топ на бяло поле f1 · бял цар на черно поле g1 | черен топ на бяло поле e8 · черен цар на бяло поле g8 · черна пешка на черно поле a7 · черна пешка на бяло поле f7 · черна пешка на черно поле g7 · черна пешка на бяло поле h7 · черна пешка на черно поле b6 · бял офицер на бяло поле c6 · черен кон на бяло поле a4 · бяла пешка на черно поле g3 · бяла пешка на бяло поле a2 · бяла пешка на черно поле b2 · бяла пешка на черно поле f2 · бяла пешка на черно поле h2 · бял топ на бяло поле f1 · бял цар на черно поле g1 | черен топ на бяло поле e8 · черен цар на бяло поле g8 · черна пешка на черно поле a7 · черна пешка на бяло поле f7 · черна пешка на черно поле g7 · черна пешка на бяло поле h7 · черна пешка на черно поле b6 · бял офицер на бяло поле c6 · черен кон на бяло поле a4 · бяла пешка на черно поле g3 · бяла пешка на бяло поле a2 · бяла пешка на черно поле b2 · бяла пешка на черно поле f2 · бяла пешка на черно поле h2 · бял топ на бяло поле f1 · бял цар на черно поле g1 | черен топ на бяло поле e8 · черен цар на бяло поле g8 · черна пешка на черно поле a7 · черна пешка на бяло поле f7 · черна пешка на черно поле g7 · черна пешка на бяло поле h7 · черна пешка на черно поле b6 · бял офицер на бяло поле c6 · черен кон на бяло поле a4 · бяла пешка на черно поле g3 · бяла пешка на бяло поле a2 · бяла пешка на черно поле b2 · бяла пешка на черно поле f2 · бяла пешка на черно поле h2 · бял топ на бяло поле f1 · бял цар на черно поле g1 | черен топ на бяло поле e8 · черен цар на бяло поле g8 · черна пешка на черно поле a7 · черна пешка на бяло поле f7 · черна пешка на черно поле g7 · черна пешка на бяло поле h7 · черна пешка на черно поле b6 · бял офицер на бяло поле c6 · черен кон на бяло поле a4 · бяла пешка на черно поле g3 · бяла пешка на бяло поле a2 · бяла пешка на черно поле b2 · бяла пешка на черно поле f2 · бяла пешка на черно поле h2 · бял топ на бяло поле f1 · бял цар на черно поле g1 | черен топ на бяло поле e8 · черен цар на бяло поле g8 · черна пешка на черно поле a7 · черна пешка на бяло поле f7 · черна пешка на черно поле g7 · черна пешка на бяло поле h7 · черна пешка на черно поле b6 · бял офицер на бяло поле c6 · черен кон на бяло поле a4 · бяла пешка на черно поле g3 · бяла пешка на бяло поле a2 · бяла пешка на черно поле b2 · бяла пешка на черно поле f2 · бяла пешка на черно поле h2 · бял топ на бяло поле f1 · бял цар на черно поле g1 | черен топ на бяло поле e8 · черен цар на бяло поле g8 · черна пешка на черно поле a7 · черна пешка на бяло поле f7 · черна пешка на черно поле g7 · черна пешка на бяло поле h7 · черна пешка на черно поле b6 · бял офицер на бяло поле c6 · черен кон на бяло поле a4 · бяла пешка на черно поле g3 · бяла пешка на бяло поле a2 · бяла пешка на черно поле b2 · бяла пешка на черно поле f2 · бяла пешка на черно поле h2 · бял топ на бяло поле f1 · бял цар на черно поле g1 | 7 |
| 6 | черен топ на бяло поле e8 · черен цар на бяло поле g8 · черна пешка на черно поле a7 · черна пешка на бяло поле f7 · черна пешка на черно поле g7 · черна пешка на бяло поле h7 · черна пешка на черно поле b6 · бял офицер на бяло поле c6 · черен кон на бяло поле a4 · бяла пешка на черно поле g3 · бяла пешка на бяло поле a2 · бяла пешка на черно поле b2 · бяла пешка на черно поле f2 · бяла пешка на черно поле h2 · бял топ на бяло поле f1 · бял цар на черно поле g1 | черен топ на бяло поле e8 · черен цар на бяло поле g8 · черна пешка на черно поле a7 · черна пешка на бяло поле f7 · черна пешка на черно поле g7 · черна пешка на бяло поле h7 · черна пешка на черно поле b6 · бял офицер на бяло поле c6 · черен кон на бяло поле a4 · бяла пешка на черно поле g3 · бяла пешка на бяло поле a2 · бяла пешка на черно поле b2 · бяла пешка на черно поле f2 · бяла пешка на черно поле h2 · бял топ на бяло поле f1 · бял цар на черно поле g1 | черен топ на бяло поле e8 · черен цар на бяло поле g8 · черна пешка на черно поле a7 · черна пешка на бяло поле f7 · черна пешка на черно поле g7 · черна пешка на бяло поле h7 · черна пешка на черно поле b6 · бял офицер на бяло поле c6 · черен кон на бяло поле a4 · бяла пешка на черно поле g3 · бяла пешка на бяло поле a2 · бяла пешка на черно поле b2 · бяла пешка на черно поле f2 · бяла пешка на черно поле h2 · бял топ на бяло поле f1 · бял цар на черно поле g1 | черен топ на бяло поле e8 · черен цар на бяло поле g8 · черна пешка на черно поле a7 · черна пешка на бяло поле f7 · черна пешка на черно поле g7 · черна пешка на бяло поле h7 · черна пешка на черно поле b6 · бял офицер на бяло поле c6 · черен кон на бяло поле a4 · бяла пешка на черно поле g3 · бяла пешка на бяло поле a2 · бяла пешка на черно поле b2 · бяла пешка на черно поле f2 · бяла пешка на черно поле h2 · бял топ на бяло поле f1 · бял цар на черно поле g1 | черен топ на бяло поле e8 · черен цар на бяло поле g8 · черна пешка на черно поле a7 · черна пешка на бяло поле f7 · черна пешка на черно поле g7 · черна пешка на бяло поле h7 · черна пешка на черно поле b6 · бял офицер на бяло поле c6 · черен кон на бяло поле a4 · бяла пешка на черно поле g3 · бяла пешка на бяло поле a2 · бяла пешка на черно поле b2 · бяла пешка на черно поле f2 · бяла пешка на черно поле h2 · бял топ на бяло поле f1 · бял цар на черно поле g1 | черен топ на бяло поле e8 · черен цар на бяло поле g8 · черна пешка на черно поле a7 · черна пешка на бяло поле f7 · черна пешка на черно поле g7 · черна пешка на бяло поле h7 · черна пешка на черно поле b6 · бял офицер на бяло поле c6 · черен кон на бяло поле a4 · бяла пешка на черно поле g3 · бяла пешка на бяло поле a2 · бяла пешка на черно поле b2 · бяла пешка на черно поле f2 · бяла пешка на черно поле h2 · бял топ на бяло поле f1 · бял цар на черно поле g1 | черен топ на бяло поле e8 · черен цар на бяло поле g8 · черна пешка на черно поле a7 · черна пешка на бяло поле f7 · черна пешка на черно поле g7 · черна пешка на бяло поле h7 · черна пешка на черно поле b6 · бял офицер на бяло поле c6 · черен кон на бяло поле a4 · бяла пешка на черно поле g3 · бяла пешка на бяло поле a2 · бяла пешка на черно поле b2 · бяла пешка на черно поле f2 · бяла пешка на черно поле h2 · бял топ на бяло поле f1 · бял цар на черно поле g1 | черен топ на бяло поле e8 · черен цар на бяло поле g8 · черна пешка на черно поле a7 · черна пешка на бяло поле f7 · черна пешка на черно поле g7 · черна пешка на бяло поле h7 · черна пешка на черно поле b6 · бял офицер на бяло поле c6 · черен кон на бяло поле a4 · бяла пешка на черно поле g3 · бяла пешка на бяло поле a2 · бяла пешка на черно поле b2 · бяла пешка на черно поле f2 · бяла пешка на черно поле h2 · бял топ на бяло поле f1 · бял цар на черно поле g1 | 6 |
| 5 | черен топ на бяло поле e8 · черен цар на бяло поле g8 · черна пешка на черно поле a7 · черна пешка на бяло поле f7 · черна пешка на черно поле g7 · черна пешка на бяло поле h7 · черна пешка на черно поле b6 · бял офицер на бяло поле c6 · черен кон на бяло поле a4 · бяла пешка на черно поле g3 · бяла пешка на бяло поле a2 · бяла пешка на черно поле b2 · бяла пешка на черно поле f2 · бяла пешка на черно поле h2 · бял топ на бяло поле f1 · бял цар на черно поле g1 | черен топ на бяло поле e8 · черен цар на бяло поле g8 · черна пешка на черно поле a7 · черна пешка на бяло поле f7 · черна пешка на черно поле g7 · черна пешка на бяло поле h7 · черна пешка на черно поле b6 · бял офицер на бяло поле c6 · черен кон на бяло поле a4 · бяла пешка на черно поле g3 · бяла пешка на бяло поле a2 · бяла пешка на черно поле b2 · бяла пешка на черно поле f2 · бяла пешка на черно поле h2 · бял топ на бяло поле f1 · бял цар на черно поле g1 | черен топ на бяло поле e8 · черен цар на бяло поле g8 · черна пешка на черно поле a7 · черна пешка на бяло поле f7 · черна пешка на черно поле g7 · черна пешка на бяло поле h7 · черна пешка на черно поле b6 · бял офицер на бяло поле c6 · черен кон на бяло поле a4 · бяла пешка на черно поле g3 · бяла пешка на бяло поле a2 · бяла пешка на черно поле b2 · бяла пешка на черно поле f2 · бяла пешка на черно поле h2 · бял топ на бяло поле f1 · бял цар на черно поле g1 | черен топ на бяло поле e8 · черен цар на бяло поле g8 · черна пешка на черно поле a7 · черна пешка на бяло поле f7 · черна пешка на черно поле g7 · черна пешка на бяло поле h7 · черна пешка на черно поле b6 · бял офицер на бяло поле c6 · черен кон на бяло поле a4 · бяла пешка на черно поле g3 · бяла пешка на бяло поле a2 · бяла пешка на черно поле b2 · бяла пешка на черно поле f2 · бяла пешка на черно поле h2 · бял топ на бяло поле f1 · бял цар на черно поле g1 | черен топ на бяло поле e8 · черен цар на бяло поле g8 · черна пешка на черно поле a7 · черна пешка на бяло поле f7 · черна пешка на черно поле g7 · черна пешка на бяло поле h7 · черна пешка на черно поле b6 · бял офицер на бяло поле c6 · черен кон на бяло поле a4 · бяла пешка на черно поле g3 · бяла пешка на бяло поле a2 · бяла пешка на черно поле b2 · бяла пешка на черно поле f2 · бяла пешка на черно поле h2 · бял топ на бяло поле f1 · бял цар на черно поле g1 | черен топ на бяло поле e8 · черен цар на бяло поле g8 · черна пешка на черно поле a7 · черна пешка на бяло поле f7 · черна пешка на черно поле g7 · черна пешка на бяло поле h7 · черна пешка на черно поле b6 · бял офицер на бяло поле c6 · черен кон на бяло поле a4 · бяла пешка на черно поле g3 · бяла пешка на бяло поле a2 · бяла пешка на черно поле b2 · бяла пешка на черно поле f2 · бяла пешка на черно поле h2 · бял топ на бяло поле f1 · бял цар на черно поле g1 | черен топ на бяло поле e8 · черен цар на бяло поле g8 · черна пешка на черно поле a7 · черна пешка на бяло поле f7 · черна пешка на черно поле g7 · черна пешка на бяло поле h7 · черна пешка на черно поле b6 · бял офицер на бяло поле c6 · черен кон на бяло поле a4 · бяла пешка на черно поле g3 · бяла пешка на бяло поле a2 · бяла пешка на черно поле b2 · бяла пешка на черно поле f2 · бяла пешка на черно поле h2 · бял топ на бяло поле f1 · бял цар на черно поле g1 | черен топ на бяло поле e8 · черен цар на бяло поле g8 · черна пешка на черно поле a7 · черна пешка на бяло поле f7 · черна пешка на черно поле g7 · черна пешка на бяло поле h7 · черна пешка на черно поле b6 · бял офицер на бяло поле c6 · черен кон на бяло поле a4 · бяла пешка на черно поле g3 · бяла пешка на бяло поле a2 · бяла пешка на черно поле b2 · бяла пешка на черно поле f2 · бяла пешка на черно поле h2 · бял топ на бяло поле f1 · бял цар на черно поле g1 | 5 |
| 4 | черен топ на бяло поле e8 · черен цар на бяло поле g8 · черна пешка на черно поле a7 · черна пешка на бяло поле f7 · черна пешка на черно поле g7 · черна пешка на бяло поле h7 · черна пешка на черно поле b6 · бял офицер на бяло поле c6 · черен кон на бяло поле a4 · бяла пешка на черно поле g3 · бяла пешка на бяло поле a2 · бяла пешка на черно поле b2 · бяла пешка на черно поле f2 · бяла пешка на черно поле h2 · бял топ на бяло поле f1 · бял цар на черно поле g1 | черен топ на бяло поле e8 · черен цар на бяло поле g8 · черна пешка на черно поле a7 · черна пешка на бяло поле f7 · черна пешка на черно поле g7 · черна пешка на бяло поле h7 · черна пешка на черно поле b6 · бял офицер на бяло поле c6 · черен кон на бяло поле a4 · бяла пешка на черно поле g3 · бяла пешка на бяло поле a2 · бяла пешка на черно поле b2 · бяла пешка на черно поле f2 · бяла пешка на черно поле h2 · бял топ на бяло поле f1 · бял цар на черно поле g1 | черен топ на бяло поле e8 · черен цар на бяло поле g8 · черна пешка на черно поле a7 · черна пешка на бяло поле f7 · черна пешка на черно поле g7 · черна пешка на бяло поле h7 · черна пешка на черно поле b6 · бял офицер на бяло поле c6 · черен кон на бяло поле a4 · бяла пешка на черно поле g3 · бяла пешка на бяло поле a2 · бяла пешка на черно поле b2 · бяла пешка на черно поле f2 · бяла пешка на черно поле h2 · бял топ на бяло поле f1 · бял цар на черно поле g1 | черен топ на бяло поле e8 · черен цар на бяло поле g8 · черна пешка на черно поле a7 · черна пешка на бяло поле f7 · черна пешка на черно поле g7 · черна пешка на бяло поле h7 · черна пешка на черно поле b6 · бял офицер на бяло поле c6 · черен кон на бяло поле a4 · бяла пешка на черно поле g3 · бяла пешка на бяло поле a2 · бяла пешка на черно поле b2 · бяла пешка на черно поле f2 · бяла пешка на черно поле h2 · бял топ на бяло поле f1 · бял цар на черно поле g1 | черен топ на бяло поле e8 · черен цар на бяло поле g8 · черна пешка на черно поле a7 · черна пешка на бяло поле f7 · черна пешка на черно поле g7 · черна пешка на бяло поле h7 · черна пешка на черно поле b6 · бял офицер на бяло поле c6 · черен кон на бяло поле a4 · бяла пешка на черно поле g3 · бяла пешка на бяло поле a2 · бяла пешка на черно поле b2 · бяла пешка на черно поле f2 · бяла пешка на черно поле h2 · бял топ на бяло поле f1 · бял цар на черно поле g1 | черен топ на бяло поле e8 · черен цар на бяло поле g8 · черна пешка на черно поле a7 · черна пешка на бяло поле f7 · черна пешка на черно поле g7 · черна пешка на бяло поле h7 · черна пешка на черно поле b6 · бял офицер на бяло поле c6 · черен кон на бяло поле a4 · бяла пешка на черно поле g3 · бяла пешка на бяло поле a2 · бяла пешка на черно поле b2 · бяла пешка на черно поле f2 · бяла пешка на черно поле h2 · бял топ на бяло поле f1 · бял цар на черно поле g1 | черен топ на бяло поле e8 · черен цар на бяло поле g8 · черна пешка на черно поле a7 · черна пешка на бяло поле f7 · черна пешка на черно поле g7 · черна пешка на бяло поле h7 · черна пешка на черно поле b6 · бял офицер на бяло поле c6 · черен кон на бяло поле a4 · бяла пешка на черно поле g3 · бяла пешка на бяло поле a2 · бяла пешка на черно поле b2 · бяла пешка на черно поле f2 · бяла пешка на черно поле h2 · бял топ на бяло поле f1 · бял цар на черно поле g1 | черен топ на бяло поле e8 · черен цар на бяло поле g8 · черна пешка на черно поле a7 · черна пешка на бяло поле f7 · черна пешка на черно поле g7 · черна пешка на бяло поле h7 · черна пешка на черно поле b6 · бял офицер на бяло поле c6 · черен кон на бяло поле a4 · бяла пешка на черно поле g3 · бяла пешка на бяло поле a2 · бяла пешка на черно поле b2 · бяла пешка на черно поле f2 · бяла пешка на черно поле h2 · бял топ на бяло поле f1 · бял цар на черно поле g1 | 4 |
| 3 | черен топ на бяло поле e8 · черен цар на бяло поле g8 · черна пешка на черно поле a7 · черна пешка на бяло поле f7 · черна пешка на черно поле g7 · черна пешка на бяло поле h7 · черна пешка на черно поле b6 · бял офицер на бяло поле c6 · черен кон на бяло поле a4 · бяла пешка на черно поле g3 · бяла пешка на бяло поле a2 · бяла пешка на черно поле b2 · бяла пешка на черно поле f2 · бяла пешка на черно поле h2 · бял топ на бяло поле f1 · бял цар на черно поле g1 | черен топ на бяло поле e8 · черен цар на бяло поле g8 · черна пешка на черно поле a7 · черна пешка на бяло поле f7 · черна пешка на черно поле g7 · черна пешка на бяло поле h7 · черна пешка на черно поле b6 · бял офицер на бяло поле c6 · черен кон на бяло поле a4 · бяла пешка на черно поле g3 · бяла пешка на бяло поле a2 · бяла пешка на черно поле b2 · бяла пешка на черно поле f2 · бяла пешка на черно поле h2 · бял топ на бяло поле f1 · бял цар на черно поле g1 | черен топ на бяло поле e8 · черен цар на бяло поле g8 · черна пешка на черно поле a7 · черна пешка на бяло поле f7 · черна пешка на черно поле g7 · черна пешка на бяло поле h7 · черна пешка на черно поле b6 · бял офицер на бяло поле c6 · черен кон на бяло поле a4 · бяла пешка на черно поле g3 · бяла пешка на бяло поле a2 · бяла пешка на черно поле b2 · бяла пешка на черно поле f2 · бяла пешка на черно поле h2 · бял топ на бяло поле f1 · бял цар на черно поле g1 | черен топ на бяло поле e8 · черен цар на бяло поле g8 · черна пешка на черно поле a7 · черна пешка на бяло поле f7 · черна пешка на черно поле g7 · черна пешка на бяло поле h7 · черна пешка на черно поле b6 · бял офицер на бяло поле c6 · черен кон на бяло поле a4 · бяла пешка на черно поле g3 · бяла пешка на бяло поле a2 · бяла пешка на черно поле b2 · бяла пешка на черно поле f2 · бяла пешка на черно поле h2 · бял топ на бяло поле f1 · бял цар на черно поле g1 | черен топ на бяло поле e8 · черен цар на бяло поле g8 · черна пешка на черно поле a7 · черна пешка на бяло поле f7 · черна пешка на черно поле g7 · черна пешка на бяло поле h7 · черна пешка на черно поле b6 · бял офицер на бяло поле c6 · черен кон на бяло поле a4 · бяла пешка на черно поле g3 · бяла пешка на бяло поле a2 · бяла пешка на черно поле b2 · бяла пешка на черно поле f2 · бяла пешка на черно поле h2 · бял топ на бяло поле f1 · бял цар на черно поле g1 | черен топ на бяло поле e8 · черен цар на бяло поле g8 · черна пешка на черно поле a7 · черна пешка на бяло поле f7 · черна пешка на черно поле g7 · черна пешка на бяло поле h7 · черна пешка на черно поле b6 · бял офицер на бяло поле c6 · черен кон на бяло поле a4 · бяла пешка на черно поле g3 · бяла пешка на бяло поле a2 · бяла пешка на черно поле b2 · бяла пешка на черно поле f2 · бяла пешка на черно поле h2 · бял топ на бяло поле f1 · бял цар на черно поле g1 | черен топ на бяло поле e8 · черен цар на бяло поле g8 · черна пешка на черно поле a7 · черна пешка на бяло поле f7 · черна пешка на черно поле g7 · черна пешка на бяло поле h7 · черна пешка на черно поле b6 · бял офицер на бяло поле c6 · черен кон на бяло поле a4 · бяла пешка на черно поле g3 · бяла пешка на бяло поле a2 · бяла пешка на черно поле b2 · бяла пешка на черно поле f2 · бяла пешка на черно поле h2 · бял топ на бяло поле f1 · бял цар на черно поле g1 | черен топ на бяло поле e8 · черен цар на бяло поле g8 · черна пешка на черно поле a7 · черна пешка на бяло поле f7 · черна пешка на черно поле g7 · черна пешка на бяло поле h7 · черна пешка на черно поле b6 · бял офицер на бяло поле c6 · черен кон на бяло поле a4 · бяла пешка на черно поле g3 · бяла пешка на бяло поле a2 · бяла пешка на черно поле b2 · бяла пешка на черно поле f2 · бяла пешка на черно поле h2 · бял топ на бяло поле f1 · бял цар на черно поле g1 | 3 |
| 2 | черен топ на бяло поле e8 · черен цар на бяло поле g8 · черна пешка на черно поле a7 · черна пешка на бяло поле f7 · черна пешка на черно поле g7 · черна пешка на бяло поле h7 · черна пешка на черно поле b6 · бял офицер на бяло поле c6 · черен кон на бяло поле a4 · бяла пешка на черно поле g3 · бяла пешка на бяло поле a2 · бяла пешка на черно поле b2 · бяла пешка на черно поле f2 · бяла пешка на черно поле h2 · бял топ на бяло поле f1 · бял цар на черно поле g1 | черен топ на бяло поле e8 · черен цар на бяло поле g8 · черна пешка на черно поле a7 · черна пешка на бяло поле f7 · черна пешка на черно поле g7 · черна пешка на бяло поле h7 · черна пешка на черно поле b6 · бял офицер на бяло поле c6 · черен кон на бяло поле a4 · бяла пешка на черно поле g3 · бяла пешка на бяло поле a2 · бяла пешка на черно поле b2 · бяла пешка на черно поле f2 · бяла пешка на черно поле h2 · бял топ на бяло поле f1 · бял цар на черно поле g1 | черен топ на бяло поле e8 · черен цар на бяло поле g8 · черна пешка на черно поле a7 · черна пешка на бяло поле f7 · черна пешка на черно поле g7 · черна пешка на бяло поле h7 · черна пешка на черно поле b6 · бял офицер на бяло поле c6 · черен кон на бяло поле a4 · бяла пешка на черно поле g3 · бяла пешка на бяло поле a2 · бяла пешка на черно поле b2 · бяла пешка на черно поле f2 · бяла пешка на черно поле h2 · бял топ на бяло поле f1 · бял цар на черно поле g1 | черен топ на бяло поле e8 · черен цар на бяло поле g8 · черна пешка на черно поле a7 · черна пешка на бяло поле f7 · черна пешка на черно поле g7 · черна пешка на бяло поле h7 · черна пешка на черно поле b6 · бял офицер на бяло поле c6 · черен кон на бяло поле a4 · бяла пешка на черно поле g3 · бяла пешка на бяло поле a2 · бяла пешка на черно поле b2 · бяла пешка на черно поле f2 · бяла пешка на черно поле h2 · бял топ на бяло поле f1 · бял цар на черно поле g1 | черен топ на бяло поле e8 · черен цар на бяло поле g8 · черна пешка на черно поле a7 · черна пешка на бяло поле f7 · черна пешка на черно поле g7 · черна пешка на бяло поле h7 · черна пешка на черно поле b6 · бял офицер на бяло поле c6 · черен кон на бяло поле a4 · бяла пешка на черно поле g3 · бяла пешка на бяло поле a2 · бяла пешка на черно поле b2 · бяла пешка на черно поле f2 · бяла пешка на черно поле h2 · бял топ на бяло поле f1 · бял цар на черно поле g1 | черен топ на бяло поле e8 · черен цар на бяло поле g8 · черна пешка на черно поле a7 · черна пешка на бяло поле f7 · черна пешка на черно поле g7 · черна пешка на бяло поле h7 · черна пешка на черно поле b6 · бял офицер на бяло поле c6 · черен кон на бяло поле a4 · бяла пешка на черно поле g3 · бяла пешка на бяло поле a2 · бяла пешка на черно поле b2 · бяла пешка на черно поле f2 · бяла пешка на черно поле h2 · бял топ на бяло поле f1 · бял цар на черно поле g1 | черен топ на бяло поле e8 · черен цар на бяло поле g8 · черна пешка на черно поле a7 · черна пешка на бяло поле f7 · черна пешка на черно поле g7 · черна пешка на бяло поле h7 · черна пешка на черно поле b6 · бял офицер на бяло поле c6 · черен кон на бяло поле a4 · бяла пешка на черно поле g3 · бяла пешка на бяло поле a2 · бяла пешка на черно поле b2 · бяла пешка на черно поле f2 · бяла пешка на черно поле h2 · бял топ на бяло поле f1 · бял цар на черно поле g1 | черен топ на бяло поле e8 · черен цар на бяло поле g8 · черна пешка на черно поле a7 · черна пешка на бяло поле f7 · черна пешка на черно поле g7 · черна пешка на бяло поле h7 · черна пешка на черно поле b6 · бял офицер на бяло поле c6 · черен кон на бяло поле a4 · бяла пешка на черно поле g3 · бяла пешка на бяло поле a2 · бяла пешка на черно поле b2 · бяла пешка на черно поле f2 · бяла пешка на черно поле h2 · бял топ на бяло поле f1 · бял цар на черно поле g1 | 2 |
| 1 | черен топ на бяло поле e8 · черен цар на бяло поле g8 · черна пешка на черно поле a7 · черна пешка на бяло поле f7 · черна пешка на черно поле g7 · черна пешка на бяло поле h7 · черна пешка на черно поле b6 · бял офицер на бяло поле c6 · черен кон на бяло поле a4 · бяла пешка на черно поле g3 · бяла пешка на бяло поле a2 · бяла пешка на черно поле b2 · бяла пешка на черно поле f2 · бяла пешка на черно поле h2 · бял топ на бяло поле f1 · бял цар на черно поле g1 | черен топ на бяло поле e8 · черен цар на бяло поле g8 · черна пешка на черно поле a7 · черна пешка на бяло поле f7 · черна пешка на черно поле g7 · черна пешка на бяло поле h7 · черна пешка на черно поле b6 · бял офицер на бяло поле c6 · черен кон на бяло поле a4 · бяла пешка на черно поле g3 · бяла пешка на бяло поле a2 · бяла пешка на черно поле b2 · бяла пешка на черно поле f2 · бяла пешка на черно поле h2 · бял топ на бяло поле f1 · бял цар на черно поле g1 | черен топ на бяло поле e8 · черен цар на бяло поле g8 · черна пешка на черно поле a7 · черна пешка на бяло поле f7 · черна пешка на черно поле g7 · черна пешка на бяло поле h7 · черна пешка на черно поле b6 · бял офицер на бяло поле c6 · черен кон на бяло поле a4 · бяла пешка на черно поле g3 · бяла пешка на бяло поле a2 · бяла пешка на черно поле b2 · бяла пешка на черно поле f2 · бяла пешка на черно поле h2 · бял топ на бяло поле f1 · бял цар на черно поле g1 | черен топ на бяло поле e8 · черен цар на бяло поле g8 · черна пешка на черно поле a7 · черна пешка на бяло поле f7 · черна пешка на черно поле g7 · черна пешка на бяло поле h7 · черна пешка на черно поле b6 · бял офицер на бяло поле c6 · черен кон на бяло поле a4 · бяла пешка на черно поле g3 · бяла пешка на бяло поле a2 · бяла пешка на черно поле b2 · бяла пешка на черно поле f2 · бяла пешка на черно поле h2 · бял топ на бяло поле f1 · бял цар на черно поле g1 | черен топ на бяло поле e8 · черен цар на бяло поле g8 · черна пешка на черно поле a7 · черна пешка на бяло поле f7 · черна пешка на черно поле g7 · черна пешка на бяло поле h7 · черна пешка на черно поле b6 · бял офицер на бяло поле c6 · черен кон на бяло поле a4 · бяла пешка на черно поле g3 · бяла пешка на бяло поле a2 · бяла пешка на черно поле b2 · бяла пешка на черно поле f2 · бяла пешка на черно поле h2 · бял топ на бяло поле f1 · бял цар на черно поле g1 | черен топ на бяло поле e8 · черен цар на бяло поле g8 · черна пешка на черно поле a7 · черна пешка на бяло поле f7 · черна пешка на черно поле g7 · черна пешка на бяло поле h7 · черна пешка на черно поле b6 · бял офицер на бяло поле c6 · черен кон на бяло поле a4 · бяла пешка на черно поле g3 · бяла пешка на бяло поле a2 · бяла пешка на черно поле b2 · бяла пешка на черно поле f2 · бяла пешка на черно поле h2 · бял топ на бяло поле f1 · бял цар на черно поле g1 | черен топ на бяло поле e8 · черен цар на бяло поле g8 · черна пешка на черно поле a7 · черна пешка на бяло поле f7 · черна пешка на черно поле g7 · черна пешка на бяло поле h7 · черна пешка на черно поле b6 · бял офицер на бяло поле c6 · черен кон на бяло поле a4 · бяла пешка на черно поле g3 · бяла пешка на бяло поле a2 · бяла пешка на черно поле b2 · бяла пешка на черно поле f2 · бяла пешка на черно поле h2 · бял топ на бяло поле f1 · бял цар на черно поле g1 | черен топ на бяло поле e8 · черен цар на бяло поле g8 · черна пешка на черно поле a7 · черна пешка на бяло поле f7 · черна пешка на черно поле g7 · черна пешка на бяло поле h7 · черна пешка на черно поле b6 · бял офицер на бяло поле c6 · черен кон на бяло поле a4 · бяла пешка на черно поле g3 · бяла пешка на бяло поле a2 · бяла пешка на черно поле b2 · бяла пешка на черно поле f2 · бяла пешка на черно поле h2 · бял топ на бяло поле f1 · бял цар на черно поле g1 | 1 |
|   | a | b | c | d | e | f | g | h |   |

|   | a | b | c | d | e | f | g | h |   |
| 8 | черен цар на бяло поле g8 · черна пешка на черно поле a7 · черна пешка на бяло поле f7 · черна пешка на черно поле g7 · черна пешка на бяло поле h7 · черна пешка на черно поле b6 · бял офицер на бяло поле c6 · черен кон на черно поле c5 · бял кон на черно поле c3 · бяла пешка на черно поле g3 · бяла пешка на бяло поле a2 · бяла пешка на черно поле b2 · бяла пешка на черно поле f2 · бяла пешка на черно поле h2 · бял офицер на черно поле c1 · черен топ на черно поле e1 · бял цар на черно поле g1 | черен цар на бяло поле g8 · черна пешка на черно поле a7 · черна пешка на бяло поле f7 · черна пешка на черно поле g7 · черна пешка на бяло поле h7 · черна пешка на черно поле b6 · бял офицер на бяло поле c6 · черен кон на черно поле c5 · бял кон на черно поле c3 · бяла пешка на черно поле g3 · бяла пешка на бяло поле a2 · бяла пешка на черно поле b2 · бяла пешка на черно поле f2 · бяла пешка на черно поле h2 · бял офицер на черно поле c1 · черен топ на черно поле e1 · бял цар на черно поле g1 | черен цар на бяло поле g8 · черна пешка на черно поле a7 · черна пешка на бяло поле f7 · черна пешка на черно поле g7 · черна пешка на бяло поле h7 · черна пешка на черно поле b6 · бял офицер на бяло поле c6 · черен кон на черно поле c5 · бял кон на черно поле c3 · бяла пешка на черно поле g3 · бяла пешка на бяло поле a2 · бяла пешка на черно поле b2 · бяла пешка на черно поле f2 · бяла пешка на черно поле h2 · бял офицер на черно поле c1 · черен топ на черно поле e1 · бял цар на черно поле g1 | черен цар на бяло поле g8 · черна пешка на черно поле a7 · черна пешка на бяло поле f7 · черна пешка на черно поле g7 · черна пешка на бяло поле h7 · черна пешка на черно поле b6 · бял офицер на бяло поле c6 · черен кон на черно поле c5 · бял кон на черно поле c3 · бяла пешка на черно поле g3 · бяла пешка на бяло поле a2 · бяла пешка на черно поле b2 · бяла пешка на черно поле f2 · бяла пешка на черно поле h2 · бял офицер на черно поле c1 · черен топ на черно поле e1 · бял цар на черно поле g1 | черен цар на бяло поле g8 · черна пешка на черно поле a7 · черна пешка на бяло поле f7 · черна пешка на черно поле g7 · черна пешка на бяло поле h7 · черна пешка на черно поле b6 · бял офицер на бяло поле c6 · черен кон на черно поле c5 · бял кон на черно поле c3 · бяла пешка на черно поле g3 · бяла пешка на бяло поле a2 · бяла пешка на черно поле b2 · бяла пешка на черно поле f2 · бяла пешка на черно поле h2 · бял офицер на черно поле c1 · черен топ на черно поле e1 · бял цар на черно поле g1 | черен цар на бяло поле g8 · черна пешка на черно поле a7 · черна пешка на бяло поле f7 · черна пешка на черно поле g7 · черна пешка на бяло поле h7 · черна пешка на черно поле b6 · бял офицер на бяло поле c6 · черен кон на черно поле c5 · бял кон на черно поле c3 · бяла пешка на черно поле g3 · бяла пешка на бяло поле a2 · бяла пешка на черно поле b2 · бяла пешка на черно поле f2 · бяла пешка на черно поле h2 · бял офицер на черно поле c1 · черен топ на черно поле e1 · бял цар на черно поле g1 | черен цар на бяло поле g8 · черна пешка на черно поле a7 · черна пешка на бяло поле f7 · черна пешка на черно поле g7 · черна пешка на бяло поле h7 · черна пешка на черно поле b6 · бял офицер на бяло поле c6 · черен кон на черно поле c5 · бял кон на черно поле c3 · бяла пешка на черно поле g3 · бяла пешка на бяло поле a2 · бяла пешка на черно поле b2 · бяла пешка на черно поле f2 · бяла пешка на черно поле h2 · бял офицер на черно поле c1 · черен топ на черно поле e1 · бял цар на черно поле g1 | черен цар на бяло поле g8 · черна пешка на черно поле a7 · черна пешка на бяло поле f7 · черна пешка на черно поле g7 · черна пешка на бяло поле h7 · черна пешка на черно поле b6 · бял офицер на бяло поле c6 · черен кон на черно поле c5 · бял кон на черно поле c3 · бяла пешка на черно поле g3 · бяла пешка на бяло поле a2 · бяла пешка на черно поле b2 · бяла пешка на черно поле f2 · бяла пешка на черно поле h2 · бял офицер на черно поле c1 · черен топ на черно поле e1 · бял цар на черно поле g1 | 8 |
| 7 | черен цар на бяло поле g8 · черна пешка на черно поле a7 · черна пешка на бяло поле f7 · черна пешка на черно поле g7 · черна пешка на бяло поле h7 · черна пешка на черно поле b6 · бял офицер на бяло поле c6 · черен кон на черно поле c5 · бял кон на черно поле c3 · бяла пешка на черно поле g3 · бяла пешка на бяло поле a2 · бяла пешка на черно поле b2 · бяла пешка на черно поле f2 · бяла пешка на черно поле h2 · бял офицер на черно поле c1 · черен топ на черно поле e1 · бял цар на черно поле g1 | черен цар на бяло поле g8 · черна пешка на черно поле a7 · черна пешка на бяло поле f7 · черна пешка на черно поле g7 · черна пешка на бяло поле h7 · черна пешка на черно поле b6 · бял офицер на бяло поле c6 · черен кон на черно поле c5 · бял кон на черно поле c3 · бяла пешка на черно поле g3 · бяла пешка на бяло поле a2 · бяла пешка на черно поле b2 · бяла пешка на черно поле f2 · бяла пешка на черно поле h2 · бял офицер на черно поле c1 · черен топ на черно поле e1 · бял цар на черно поле g1 | черен цар на бяло поле g8 · черна пешка на черно поле a7 · черна пешка на бяло поле f7 · черна пешка на черно поле g7 · черна пешка на бяло поле h7 · черна пешка на черно поле b6 · бял офицер на бяло поле c6 · черен кон на черно поле c5 · бял кон на черно поле c3 · бяла пешка на черно поле g3 · бяла пешка на бяло поле a2 · бяла пешка на черно поле b2 · бяла пешка на черно поле f2 · бяла пешка на черно поле h2 · бял офицер на черно поле c1 · черен топ на черно поле e1 · бял цар на черно поле g1 | черен цар на бяло поле g8 · черна пешка на черно поле a7 · черна пешка на бяло поле f7 · черна пешка на черно поле g7 · черна пешка на бяло поле h7 · черна пешка на черно поле b6 · бял офицер на бяло поле c6 · черен кон на черно поле c5 · бял кон на черно поле c3 · бяла пешка на черно поле g3 · бяла пешка на бяло поле a2 · бяла пешка на черно поле b2 · бяла пешка на черно поле f2 · бяла пешка на черно поле h2 · бял офицер на черно поле c1 · черен топ на черно поле e1 · бял цар на черно поле g1 | черен цар на бяло поле g8 · черна пешка на черно поле a7 · черна пешка на бяло поле f7 · черна пешка на черно поле g7 · черна пешка на бяло поле h7 · черна пешка на черно поле b6 · бял офицер на бяло поле c6 · черен кон на черно поле c5 · бял кон на черно поле c3 · бяла пешка на черно поле g3 · бяла пешка на бяло поле a2 · бяла пешка на черно поле b2 · бяла пешка на черно поле f2 · бяла пешка на черно поле h2 · бял офицер на черно поле c1 · черен топ на черно поле e1 · бял цар на черно поле g1 | черен цар на бяло поле g8 · черна пешка на черно поле a7 · черна пешка на бяло поле f7 · черна пешка на черно поле g7 · черна пешка на бяло поле h7 · черна пешка на черно поле b6 · бял офицер на бяло поле c6 · черен кон на черно поле c5 · бял кон на черно поле c3 · бяла пешка на черно поле g3 · бяла пешка на бяло поле a2 · бяла пешка на черно поле b2 · бяла пешка на черно поле f2 · бяла пешка на черно поле h2 · бял офицер на черно поле c1 · черен топ на черно поле e1 · бял цар на черно поле g1 | черен цар на бяло поле g8 · черна пешка на черно поле a7 · черна пешка на бяло поле f7 · черна пешка на черно поле g7 · черна пешка на бяло поле h7 · черна пешка на черно поле b6 · бял офицер на бяло поле c6 · черен кон на черно поле c5 · бял кон на черно поле c3 · бяла пешка на черно поле g3 · бяла пешка на бяло поле a2 · бяла пешка на черно поле b2 · бяла пешка на черно поле f2 · бяла пешка на черно поле h2 · бял офицер на черно поле c1 · черен топ на черно поле e1 · бял цар на черно поле g1 | черен цар на бяло поле g8 · черна пешка на черно поле a7 · черна пешка на бяло поле f7 · черна пешка на черно поле g7 · черна пешка на бяло поле h7 · черна пешка на черно поле b6 · бял офицер на бяло поле c6 · черен кон на черно поле c5 · бял кон на черно поле c3 · бяла пешка на черно поле g3 · бяла пешка на бяло поле a2 · бяла пешка на черно поле b2 · бяла пешка на черно поле f2 · бяла пешка на черно поле h2 · бял офицер на черно поле c1 · черен топ на черно поле e1 · бял цар на черно поле g1 | 7 |
| 6 | черен цар на бяло поле g8 · черна пешка на черно поле a7 · черна пешка на бяло поле f7 · черна пешка на черно поле g7 · черна пешка на бяло поле h7 · черна пешка на черно поле b6 · бял офицер на бяло поле c6 · черен кон на черно поле c5 · бял кон на черно поле c3 · бяла пешка на черно поле g3 · бяла пешка на бяло поле a2 · бяла пешка на черно поле b2 · бяла пешка на черно поле f2 · бяла пешка на черно поле h2 · бял офицер на черно поле c1 · черен топ на черно поле e1 · бял цар на черно поле g1 | черен цар на бяло поле g8 · черна пешка на черно поле a7 · черна пешка на бяло поле f7 · черна пешка на черно поле g7 · черна пешка на бяло поле h7 · черна пешка на черно поле b6 · бял офицер на бяло поле c6 · черен кон на черно поле c5 · бял кон на черно поле c3 · бяла пешка на черно поле g3 · бяла пешка на бяло поле a2 · бяла пешка на черно поле b2 · бяла пешка на черно поле f2 · бяла пешка на черно поле h2 · бял офицер на черно поле c1 · черен топ на черно поле e1 · бял цар на черно поле g1 | черен цар на бяло поле g8 · черна пешка на черно поле a7 · черна пешка на бяло поле f7 · черна пешка на черно поле g7 · черна пешка на бяло поле h7 · черна пешка на черно поле b6 · бял офицер на бяло поле c6 · черен кон на черно поле c5 · бял кон на черно поле c3 · бяла пешка на черно поле g3 · бяла пешка на бяло поле a2 · бяла пешка на черно поле b2 · бяла пешка на черно поле f2 · бяла пешка на черно поле h2 · бял офицер на черно поле c1 · черен топ на черно поле e1 · бял цар на черно поле g1 | черен цар на бяло поле g8 · черна пешка на черно поле a7 · черна пешка на бяло поле f7 · черна пешка на черно поле g7 · черна пешка на бяло поле h7 · черна пешка на черно поле b6 · бял офицер на бяло поле c6 · черен кон на черно поле c5 · бял кон на черно поле c3 · бяла пешка на черно поле g3 · бяла пешка на бяло поле a2 · бяла пешка на черно поле b2 · бяла пешка на черно поле f2 · бяла пешка на черно поле h2 · бял офицер на черно поле c1 · черен топ на черно поле e1 · бял цар на черно поле g1 | черен цар на бяло поле g8 · черна пешка на черно поле a7 · черна пешка на бяло поле f7 · черна пешка на черно поле g7 · черна пешка на бяло поле h7 · черна пешка на черно поле b6 · бял офицер на бяло поле c6 · черен кон на черно поле c5 · бял кон на черно поле c3 · бяла пешка на черно поле g3 · бяла пешка на бяло поле a2 · бяла пешка на черно поле b2 · бяла пешка на черно поле f2 · бяла пешка на черно поле h2 · бял офицер на черно поле c1 · черен топ на черно поле e1 · бял цар на черно поле g1 | черен цар на бяло поле g8 · черна пешка на черно поле a7 · черна пешка на бяло поле f7 · черна пешка на черно поле g7 · черна пешка на бяло поле h7 · черна пешка на черно поле b6 · бял офицер на бяло поле c6 · черен кон на черно поле c5 · бял кон на черно поле c3 · бяла пешка на черно поле g3 · бяла пешка на бяло поле a2 · бяла пешка на черно поле b2 · бяла пешка на черно поле f2 · бяла пешка на черно поле h2 · бял офицер на черно поле c1 · черен топ на черно поле e1 · бял цар на черно поле g1 | черен цар на бяло поле g8 · черна пешка на черно поле a7 · черна пешка на бяло поле f7 · черна пешка на черно поле g7 · черна пешка на бяло поле h7 · черна пешка на черно поле b6 · бял офицер на бяло поле c6 · черен кон на черно поле c5 · бял кон на черно поле c3 · бяла пешка на черно поле g3 · бяла пешка на бяло поле a2 · бяла пешка на черно поле b2 · бяла пешка на черно поле f2 · бяла пешка на черно поле h2 · бял офицер на черно поле c1 · черен топ на черно поле e1 · бял цар на черно поле g1 | черен цар на бяло поле g8 · черна пешка на черно поле a7 · черна пешка на бяло поле f7 · черна пешка на черно поле g7 · черна пешка на бяло поле h7 · черна пешка на черно поле b6 · бял офицер на бяло поле c6 · черен кон на черно поле c5 · бял кон на черно поле c3 · бяла пешка на черно поле g3 · бяла пешка на бяло поле a2 · бяла пешка на черно поле b2 · бяла пешка на черно поле f2 · бяла пешка на черно поле h2 · бял офицер на черно поле c1 · черен топ на черно поле e1 · бял цар на черно поле g1 | 6 |
| 5 | черен цар на бяло поле g8 · черна пешка на черно поле a7 · черна пешка на бяло поле f7 · черна пешка на черно поле g7 · черна пешка на бяло поле h7 · черна пешка на черно поле b6 · бял офицер на бяло поле c6 · черен кон на черно поле c5 · бял кон на черно поле c3 · бяла пешка на черно поле g3 · бяла пешка на бяло поле a2 · бяла пешка на черно поле b2 · бяла пешка на черно поле f2 · бяла пешка на черно поле h2 · бял офицер на черно поле c1 · черен топ на черно поле e1 · бял цар на черно поле g1 | черен цар на бяло поле g8 · черна пешка на черно поле a7 · черна пешка на бяло поле f7 · черна пешка на черно поле g7 · черна пешка на бяло поле h7 · черна пешка на черно поле b6 · бял офицер на бяло поле c6 · черен кон на черно поле c5 · бял кон на черно поле c3 · бяла пешка на черно поле g3 · бяла пешка на бяло поле a2 · бяла пешка на черно поле b2 · бяла пешка на черно поле f2 · бяла пешка на черно поле h2 · бял офицер на черно поле c1 · черен топ на черно поле e1 · бял цар на черно поле g1 | черен цар на бяло поле g8 · черна пешка на черно поле a7 · черна пешка на бяло поле f7 · черна пешка на черно поле g7 · черна пешка на бяло поле h7 · черна пешка на черно поле b6 · бял офицер на бяло поле c6 · черен кон на черно поле c5 · бял кон на черно поле c3 · бяла пешка на черно поле g3 · бяла пешка на бяло поле a2 · бяла пешка на черно поле b2 · бяла пешка на черно поле f2 · бяла пешка на черно поле h2 · бял офицер на черно поле c1 · черен топ на черно поле e1 · бял цар на черно поле g1 | черен цар на бяло поле g8 · черна пешка на черно поле a7 · черна пешка на бяло поле f7 · черна пешка на черно поле g7 · черна пешка на бяло поле h7 · черна пешка на черно поле b6 · бял офицер на бяло поле c6 · черен кон на черно поле c5 · бял кон на черно поле c3 · бяла пешка на черно поле g3 · бяла пешка на бяло поле a2 · бяла пешка на черно поле b2 · бяла пешка на черно поле f2 · бяла пешка на черно поле h2 · бял офицер на черно поле c1 · черен топ на черно поле e1 · бял цар на черно поле g1 | черен цар на бяло поле g8 · черна пешка на черно поле a7 · черна пешка на бяло поле f7 · черна пешка на черно поле g7 · черна пешка на бяло поле h7 · черна пешка на черно поле b6 · бял офицер на бяло поле c6 · черен кон на черно поле c5 · бял кон на черно поле c3 · бяла пешка на черно поле g3 · бяла пешка на бяло поле a2 · бяла пешка на черно поле b2 · бяла пешка на черно поле f2 · бяла пешка на черно поле h2 · бял офицер на черно поле c1 · черен топ на черно поле e1 · бял цар на черно поле g1 | черен цар на бяло поле g8 · черна пешка на черно поле a7 · черна пешка на бяло поле f7 · черна пешка на черно поле g7 · черна пешка на бяло поле h7 · черна пешка на черно поле b6 · бял офицер на бяло поле c6 · черен кон на черно поле c5 · бял кон на черно поле c3 · бяла пешка на черно поле g3 · бяла пешка на бяло поле a2 · бяла пешка на черно поле b2 · бяла пешка на черно поле f2 · бяла пешка на черно поле h2 · бял офицер на черно поле c1 · черен топ на черно поле e1 · бял цар на черно поле g1 | черен цар на бяло поле g8 · черна пешка на черно поле a7 · черна пешка на бяло поле f7 · черна пешка на черно поле g7 · черна пешка на бяло поле h7 · черна пешка на черно поле b6 · бял офицер на бяло поле c6 · черен кон на черно поле c5 · бял кон на черно поле c3 · бяла пешка на черно поле g3 · бяла пешка на бяло поле a2 · бяла пешка на черно поле b2 · бяла пешка на черно поле f2 · бяла пешка на черно поле h2 · бял офицер на черно поле c1 · черен топ на черно поле e1 · бял цар на черно поле g1 | черен цар на бяло поле g8 · черна пешка на черно поле a7 · черна пешка на бяло поле f7 · черна пешка на черно поле g7 · черна пешка на бяло поле h7 · черна пешка на черно поле b6 · бял офицер на бяло поле c6 · черен кон на черно поле c5 · бял кон на черно поле c3 · бяла пешка на черно поле g3 · бяла пешка на бяло поле a2 · бяла пешка на черно поле b2 · бяла пешка на черно поле f2 · бяла пешка на черно поле h2 · бял офицер на черно поле c1 · черен топ на черно поле e1 · бял цар на черно поле g1 | 5 |
| 4 | черен цар на бяло поле g8 · черна пешка на черно поле a7 · черна пешка на бяло поле f7 · черна пешка на черно поле g7 · черна пешка на бяло поле h7 · черна пешка на черно поле b6 · бял офицер на бяло поле c6 · черен кон на черно поле c5 · бял кон на черно поле c3 · бяла пешка на черно поле g3 · бяла пешка на бяло поле a2 · бяла пешка на черно поле b2 · бяла пешка на черно поле f2 · бяла пешка на черно поле h2 · бял офицер на черно поле c1 · черен топ на черно поле e1 · бял цар на черно поле g1 | черен цар на бяло поле g8 · черна пешка на черно поле a7 · черна пешка на бяло поле f7 · черна пешка на черно поле g7 · черна пешка на бяло поле h7 · черна пешка на черно поле b6 · бял офицер на бяло поле c6 · черен кон на черно поле c5 · бял кон на черно поле c3 · бяла пешка на черно поле g3 · бяла пешка на бяло поле a2 · бяла пешка на черно поле b2 · бяла пешка на черно поле f2 · бяла пешка на черно поле h2 · бял офицер на черно поле c1 · черен топ на черно поле e1 · бял цар на черно поле g1 | черен цар на бяло поле g8 · черна пешка на черно поле a7 · черна пешка на бяло поле f7 · черна пешка на черно поле g7 · черна пешка на бяло поле h7 · черна пешка на черно поле b6 · бял офицер на бяло поле c6 · черен кон на черно поле c5 · бял кон на черно поле c3 · бяла пешка на черно поле g3 · бяла пешка на бяло поле a2 · бяла пешка на черно поле b2 · бяла пешка на черно поле f2 · бяла пешка на черно поле h2 · бял офицер на черно поле c1 · черен топ на черно поле e1 · бял цар на черно поле g1 | черен цар на бяло поле g8 · черна пешка на черно поле a7 · черна пешка на бяло поле f7 · черна пешка на черно поле g7 · черна пешка на бяло поле h7 · черна пешка на черно поле b6 · бял офицер на бяло поле c6 · черен кон на черно поле c5 · бял кон на черно поле c3 · бяла пешка на черно поле g3 · бяла пешка на бяло поле a2 · бяла пешка на черно поле b2 · бяла пешка на черно поле f2 · бяла пешка на черно поле h2 · бял офицер на черно поле c1 · черен топ на черно поле e1 · бял цар на черно поле g1 | черен цар на бяло поле g8 · черна пешка на черно поле a7 · черна пешка на бяло поле f7 · черна пешка на черно поле g7 · черна пешка на бяло поле h7 · черна пешка на черно поле b6 · бял офицер на бяло поле c6 · черен кон на черно поле c5 · бял кон на черно поле c3 · бяла пешка на черно поле g3 · бяла пешка на бяло поле a2 · бяла пешка на черно поле b2 · бяла пешка на черно поле f2 · бяла пешка на черно поле h2 · бял офицер на черно поле c1 · черен топ на черно поле e1 · бял цар на черно поле g1 | черен цар на бяло поле g8 · черна пешка на черно поле a7 · черна пешка на бяло поле f7 · черна пешка на черно поле g7 · черна пешка на бяло поле h7 · черна пешка на черно поле b6 · бял офицер на бяло поле c6 · черен кон на черно поле c5 · бял кон на черно поле c3 · бяла пешка на черно поле g3 · бяла пешка на бяло поле a2 · бяла пешка на черно поле b2 · бяла пешка на черно поле f2 · бяла пешка на черно поле h2 · бял офицер на черно поле c1 · черен топ на черно поле e1 · бял цар на черно поле g1 | черен цар на бяло поле g8 · черна пешка на черно поле a7 · черна пешка на бяло поле f7 · черна пешка на черно поле g7 · черна пешка на бяло поле h7 · черна пешка на черно поле b6 · бял офицер на бяло поле c6 · черен кон на черно поле c5 · бял кон на черно поле c3 · бяла пешка на черно поле g3 · бяла пешка на бяло поле a2 · бяла пешка на черно поле b2 · бяла пешка на черно поле f2 · бяла пешка на черно поле h2 · бял офицер на черно поле c1 · черен топ на черно поле e1 · бял цар на черно поле g1 | черен цар на бяло поле g8 · черна пешка на черно поле a7 · черна пешка на бяло поле f7 · черна пешка на черно поле g7 · черна пешка на бяло поле h7 · черна пешка на черно поле b6 · бял офицер на бяло поле c6 · черен кон на черно поле c5 · бял кон на черно поле c3 · бяла пешка на черно поле g3 · бяла пешка на бяло поле a2 · бяла пешка на черно поле b2 · бяла пешка на черно поле f2 · бяла пешка на черно поле h2 · бял офицер на черно поле c1 · черен топ на черно поле e1 · бял цар на черно поле g1 | 4 |
| 3 | черен цар на бяло поле g8 · черна пешка на черно поле a7 · черна пешка на бяло поле f7 · черна пешка на черно поле g7 · черна пешка на бяло поле h7 · черна пешка на черно поле b6 · бял офицер на бяло поле c6 · черен кон на черно поле c5 · бял кон на черно поле c3 · бяла пешка на черно поле g3 · бяла пешка на бяло поле a2 · бяла пешка на черно поле b2 · бяла пешка на черно поле f2 · бяла пешка на черно поле h2 · бял офицер на черно поле c1 · черен топ на черно поле e1 · бял цар на черно поле g1 | черен цар на бяло поле g8 · черна пешка на черно поле a7 · черна пешка на бяло поле f7 · черна пешка на черно поле g7 · черна пешка на бяло поле h7 · черна пешка на черно поле b6 · бял офицер на бяло поле c6 · черен кон на черно поле c5 · бял кон на черно поле c3 · бяла пешка на черно поле g3 · бяла пешка на бяло поле a2 · бяла пешка на черно поле b2 · бяла пешка на черно поле f2 · бяла пешка на черно поле h2 · бял офицер на черно поле c1 · черен топ на черно поле e1 · бял цар на черно поле g1 | черен цар на бяло поле g8 · черна пешка на черно поле a7 · черна пешка на бяло поле f7 · черна пешка на черно поле g7 · черна пешка на бяло поле h7 · черна пешка на черно поле b6 · бял офицер на бяло поле c6 · черен кон на черно поле c5 · бял кон на черно поле c3 · бяла пешка на черно поле g3 · бяла пешка на бяло поле a2 · бяла пешка на черно поле b2 · бяла пешка на черно поле f2 · бяла пешка на черно поле h2 · бял офицер на черно поле c1 · черен топ на черно поле e1 · бял цар на черно поле g1 | черен цар на бяло поле g8 · черна пешка на черно поле a7 · черна пешка на бяло поле f7 · черна пешка на черно поле g7 · черна пешка на бяло поле h7 · черна пешка на черно поле b6 · бял офицер на бяло поле c6 · черен кон на черно поле c5 · бял кон на черно поле c3 · бяла пешка на черно поле g3 · бяла пешка на бяло поле a2 · бяла пешка на черно поле b2 · бяла пешка на черно поле f2 · бяла пешка на черно поле h2 · бял офицер на черно поле c1 · черен топ на черно поле e1 · бял цар на черно поле g1 | черен цар на бяло поле g8 · черна пешка на черно поле a7 · черна пешка на бяло поле f7 · черна пешка на черно поле g7 · черна пешка на бяло поле h7 · черна пешка на черно поле b6 · бял офицер на бяло поле c6 · черен кон на черно поле c5 · бял кон на черно поле c3 · бяла пешка на черно поле g3 · бяла пешка на бяло поле a2 · бяла пешка на черно поле b2 · бяла пешка на черно поле f2 · бяла пешка на черно поле h2 · бял офицер на черно поле c1 · черен топ на черно поле e1 · бял цар на черно поле g1 | черен цар на бяло поле g8 · черна пешка на черно поле a7 · черна пешка на бяло поле f7 · черна пешка на черно поле g7 · черна пешка на бяло поле h7 · черна пешка на черно поле b6 · бял офицер на бяло поле c6 · черен кон на черно поле c5 · бял кон на черно поле c3 · бяла пешка на черно поле g3 · бяла пешка на бяло поле a2 · бяла пешка на черно поле b2 · бяла пешка на черно поле f2 · бяла пешка на черно поле h2 · бял офицер на черно поле c1 · черен топ на черно поле e1 · бял цар на черно поле g1 | черен цар на бяло поле g8 · черна пешка на черно поле a7 · черна пешка на бяло поле f7 · черна пешка на черно поле g7 · черна пешка на бяло поле h7 · черна пешка на черно поле b6 · бял офицер на бяло поле c6 · черен кон на черно поле c5 · бял кон на черно поле c3 · бяла пешка на черно поле g3 · бяла пешка на бяло поле a2 · бяла пешка на черно поле b2 · бяла пешка на черно поле f2 · бяла пешка на черно поле h2 · бял офицер на черно поле c1 · черен топ на черно поле e1 · бял цар на черно поле g1 | черен цар на бяло поле g8 · черна пешка на черно поле a7 · черна пешка на бяло поле f7 · черна пешка на черно поле g7 · черна пешка на бяло поле h7 · черна пешка на черно поле b6 · бял офицер на бяло поле c6 · черен кон на черно поле c5 · бял кон на черно поле c3 · бяла пешка на черно поле g3 · бяла пешка на бяло поле a2 · бяла пешка на черно поле b2 · бяла пешка на черно поле f2 · бяла пешка на черно поле h2 · бял офицер на черно поле c1 · черен топ на черно поле e1 · бял цар на черно поле g1 | 3 |
| 2 | черен цар на бяло поле g8 · черна пешка на черно поле a7 · черна пешка на бяло поле f7 · черна пешка на черно поле g7 · черна пешка на бяло поле h7 · черна пешка на черно поле b6 · бял офицер на бяло поле c6 · черен кон на черно поле c5 · бял кон на черно поле c3 · бяла пешка на черно поле g3 · бяла пешка на бяло поле a2 · бяла пешка на черно поле b2 · бяла пешка на черно поле f2 · бяла пешка на черно поле h2 · бял офицер на черно поле c1 · черен топ на черно поле e1 · бял цар на черно поле g1 | черен цар на бяло поле g8 · черна пешка на черно поле a7 · черна пешка на бяло поле f7 · черна пешка на черно поле g7 · черна пешка на бяло поле h7 · черна пешка на черно поле b6 · бял офицер на бяло поле c6 · черен кон на черно поле c5 · бял кон на черно поле c3 · бяла пешка на черно поле g3 · бяла пешка на бяло поле a2 · бяла пешка на черно поле b2 · бяла пешка на черно поле f2 · бяла пешка на черно поле h2 · бял офицер на черно поле c1 · черен топ на черно поле e1 · бял цар на черно поле g1 | черен цар на бяло поле g8 · черна пешка на черно поле a7 · черна пешка на бяло поле f7 · черна пешка на черно поле g7 · черна пешка на бяло поле h7 · черна пешка на черно поле b6 · бял офицер на бяло поле c6 · черен кон на черно поле c5 · бял кон на черно поле c3 · бяла пешка на черно поле g3 · бяла пешка на бяло поле a2 · бяла пешка на черно поле b2 · бяла пешка на черно поле f2 · бяла пешка на черно поле h2 · бял офицер на черно поле c1 · черен топ на черно поле e1 · бял цар на черно поле g1 | черен цар на бяло поле g8 · черна пешка на черно поле a7 · черна пешка на бяло поле f7 · черна пешка на черно поле g7 · черна пешка на бяло поле h7 · черна пешка на черно поле b6 · бял офицер на бяло поле c6 · черен кон на черно поле c5 · бял кон на черно поле c3 · бяла пешка на черно поле g3 · бяла пешка на бяло поле a2 · бяла пешка на черно поле b2 · бяла пешка на черно поле f2 · бяла пешка на черно поле h2 · бял офицер на черно поле c1 · черен топ на черно поле e1 · бял цар на черно поле g1 | черен цар на бяло поле g8 · черна пешка на черно поле a7 · черна пешка на бяло поле f7 · черна пешка на черно поле g7 · черна пешка на бяло поле h7 · черна пешка на черно поле b6 · бял офицер на бяло поле c6 · черен кон на черно поле c5 · бял кон на черно поле c3 · бяла пешка на черно поле g3 · бяла пешка на бяло поле a2 · бяла пешка на черно поле b2 · бяла пешка на черно поле f2 · бяла пешка на черно поле h2 · бял офицер на черно поле c1 · черен топ на черно поле e1 · бял цар на черно поле g1 | черен цар на бяло поле g8 · черна пешка на черно поле a7 · черна пешка на бяло поле f7 · черна пешка на черно поле g7 · черна пешка на бяло поле h7 · черна пешка на черно поле b6 · бял офицер на бяло поле c6 · черен кон на черно поле c5 · бял кон на черно поле c3 · бяла пешка на черно поле g3 · бяла пешка на бяло поле a2 · бяла пешка на черно поле b2 · бяла пешка на черно поле f2 · бяла пешка на черно поле h2 · бял офицер на черно поле c1 · черен топ на черно поле e1 · бял цар на черно поле g1 | черен цар на бяло поле g8 · черна пешка на черно поле a7 · черна пешка на бяло поле f7 · черна пешка на черно поле g7 · черна пешка на бяло поле h7 · черна пешка на черно поле b6 · бял офицер на бяло поле c6 · черен кон на черно поле c5 · бял кон на черно поле c3 · бяла пешка на черно поле g3 · бяла пешка на бяло поле a2 · бяла пешка на черно поле b2 · бяла пешка на черно поле f2 · бяла пешка на черно поле h2 · бял офицер на черно поле c1 · черен топ на черно поле e1 · бял цар на черно поле g1 | черен цар на бяло поле g8 · черна пешка на черно поле a7 · черна пешка на бяло поле f7 · черна пешка на черно поле g7 · черна пешка на бяло поле h7 · черна пешка на черно поле b6 · бял офицер на бяло поле c6 · черен кон на черно поле c5 · бял кон на черно поле c3 · бяла пешка на черно поле g3 · бяла пешка на бяло поле a2 · бяла пешка на черно поле b2 · бяла пешка на черно поле f2 · бяла пешка на черно поле h2 · бял офицер на черно поле c1 · черен топ на черно поле e1 · бял цар на черно поле g1 | 2 |
| 1 | черен цар на бяло поле g8 · черна пешка на черно поле a7 · черна пешка на бяло поле f7 · черна пешка на черно поле g7 · черна пешка на бяло поле h7 · черна пешка на черно поле b6 · бял офицер на бяло поле c6 · черен кон на черно поле c5 · бял кон на черно поле c3 · бяла пешка на черно поле g3 · бяла пешка на бяло поле a2 · бяла пешка на черно поле b2 · бяла пешка на черно поле f2 · бяла пешка на черно поле h2 · бял офицер на черно поле c1 · черен топ на черно поле e1 · бял цар на черно поле g1 | черен цар на бяло поле g8 · черна пешка на черно поле a7 · черна пешка на бяло поле f7 · черна пешка на черно поле g7 · черна пешка на бяло поле h7 · черна пешка на черно поле b6 · бял офицер на бяло поле c6 · черен кон на черно поле c5 · бял кон на черно поле c3 · бяла пешка на черно поле g3 · бяла пешка на бяло поле a2 · бяла пешка на черно поле b2 · бяла пешка на черно поле f2 · бяла пешка на черно поле h2 · бял офицер на черно поле c1 · черен топ на черно поле e1 · бял цар на черно поле g1 | черен цар на бяло поле g8 · черна пешка на черно поле a7 · черна пешка на бяло поле f7 · черна пешка на черно поле g7 · черна пешка на бяло поле h7 · черна пешка на черно поле b6 · бял офицер на бяло поле c6 · черен кон на черно поле c5 · бял кон на черно поле c3 · бяла пешка на черно поле g3 · бяла пешка на бяло поле a2 · бяла пешка на черно поле b2 · бяла пешка на черно поле f2 · бяла пешка на черно поле h2 · бял офицер на черно поле c1 · черен топ на черно поле e1 · бял цар на черно поле g1 | черен цар на бяло поле g8 · черна пешка на черно поле a7 · черна пешка на бяло поле f7 · черна пешка на черно поле g7 · черна пешка на бяло поле h7 · черна пешка на черно поле b6 · бял офицер на бяло поле c6 · черен кон на черно поле c5 · бял кон на черно поле c3 · бяла пешка на черно поле g3 · бяла пешка на бяло поле a2 · бяла пешка на черно поле b2 · бяла пешка на черно поле f2 · бяла пешка на черно поле h2 · бял офицер на черно поле c1 · черен топ на черно поле e1 · бял цар на черно поле g1 | черен цар на бяло поле g8 · черна пешка на черно поле a7 · черна пешка на бяло поле f7 · черна пешка на черно поле g7 · черна пешка на бяло поле h7 · черна пешка на черно поле b6 · бял офицер на бяло поле c6 · черен кон на черно поле c5 · бял кон на черно поле c3 · бяла пешка на черно поле g3 · бяла пешка на бяло поле a2 · бяла пешка на черно поле b2 · бяла пешка на черно поле f2 · бяла пешка на черно поле h2 · бял офицер на черно поле c1 · черен топ на черно поле e1 · бял цар на черно поле g1 | черен цар на бяло поле g8 · черна пешка на черно поле a7 · черна пешка на бяло поле f7 · черна пешка на черно поле g7 · черна пешка на бяло поле h7 · черна пешка на черно поле b6 · бял офицер на бяло поле c6 · черен кон на черно поле c5 · бял кон на черно поле c3 · бяла пешка на черно поле g3 · бяла пешка на бяло поле a2 · бяла пешка на черно поле b2 · бяла пешка на черно поле f2 · бяла пешка на черно поле h2 · бял офицер на черно поле c1 · черен топ на черно поле e1 · бял цар на черно поле g1 | черен цар на бяло поле g8 · черна пешка на черно поле a7 · черна пешка на бяло поле f7 · черна пешка на черно поле g7 · черна пешка на бяло поле h7 · черна пешка на черно поле b6 · бял офицер на бяло поле c6 · черен кон на черно поле c5 · бял кон на черно поле c3 · бяла пешка на черно поле g3 · бяла пешка на бяло поле a2 · бяла пешка на черно поле b2 · бяла пешка на черно поле f2 · бяла пешка на черно поле h2 · бял офицер на черно поле c1 · черен топ на черно поле e1 · бял цар на черно поле g1 | черен цар на бяло поле g8 · черна пешка на черно поле a7 · черна пешка на бяло поле f7 · черна пешка на черно поле g7 · черна пешка на бяло поле h7 · черна пешка на черно поле b6 · бял офицер на бяло поле c6 · черен кон на черно поле c5 · бял кон на черно поле c3 · бяла пешка на черно поле g3 · бяла пешка на бяло поле a2 · бяла пешка на черно поле b2 · бяла пешка на черно поле f2 · бяла пешка на черно поле h2 · бял офицер на черно поле c1 · черен топ на черно поле e1 · бял цар на черно поле g1 | 1 |
|   | a | b | c | d | e | f | g | h |   |